# Grandville
Pour les articles homonymes, voir Grandville.
Grandville, ou Jean-Jacques Grandville, pseudonyme de Jean Ignace Isidore Gérard, né le 13 septembre 1803 à Nancy et mort le 17 mars 1847 à Vanves, est un dessinateur, caricaturiste, illustrateur et lithographe français.
D'abord caricaturiste puis illustrateur à cause de la censure, il eut un grand succès de son vivant, illustrant sur commande des œuvres incontournables comme les Fables de La Fontaine ou Les Voyages de Gulliver. Il contribue également à la reconnaissance du métier d' illustrateur en publiant des livres où l'image et le texte sont d'importance égale, comme dans Un autre monde (1844) ou Les Fleurs Animées.
Ses dessins, rattachés au symbolisme, sont une source d'inspiration pour de nombreux artistes.

## Biographie

### Enfance et formation
Jean Ignace Isidore Gérard est né à Nancy, dans l’est de la France, dans une famille d’artistes et de comédiens. Homme aux identités multiples, il sera toujours appelé Adolphe par les siens, du prénom d'un jeune frère mort deux mois avant sa naissance :

« C’est ainsi qu’il entonne ce long duo avec la mort qui naît d’un baptême endeuillé, modulé tout au long de sa vie dans les registres divers des œuvres qu’il crée et des sorts qu’il subit. »

— Annie Renonciat, La vie et l'œuvre de J.J. Grandville

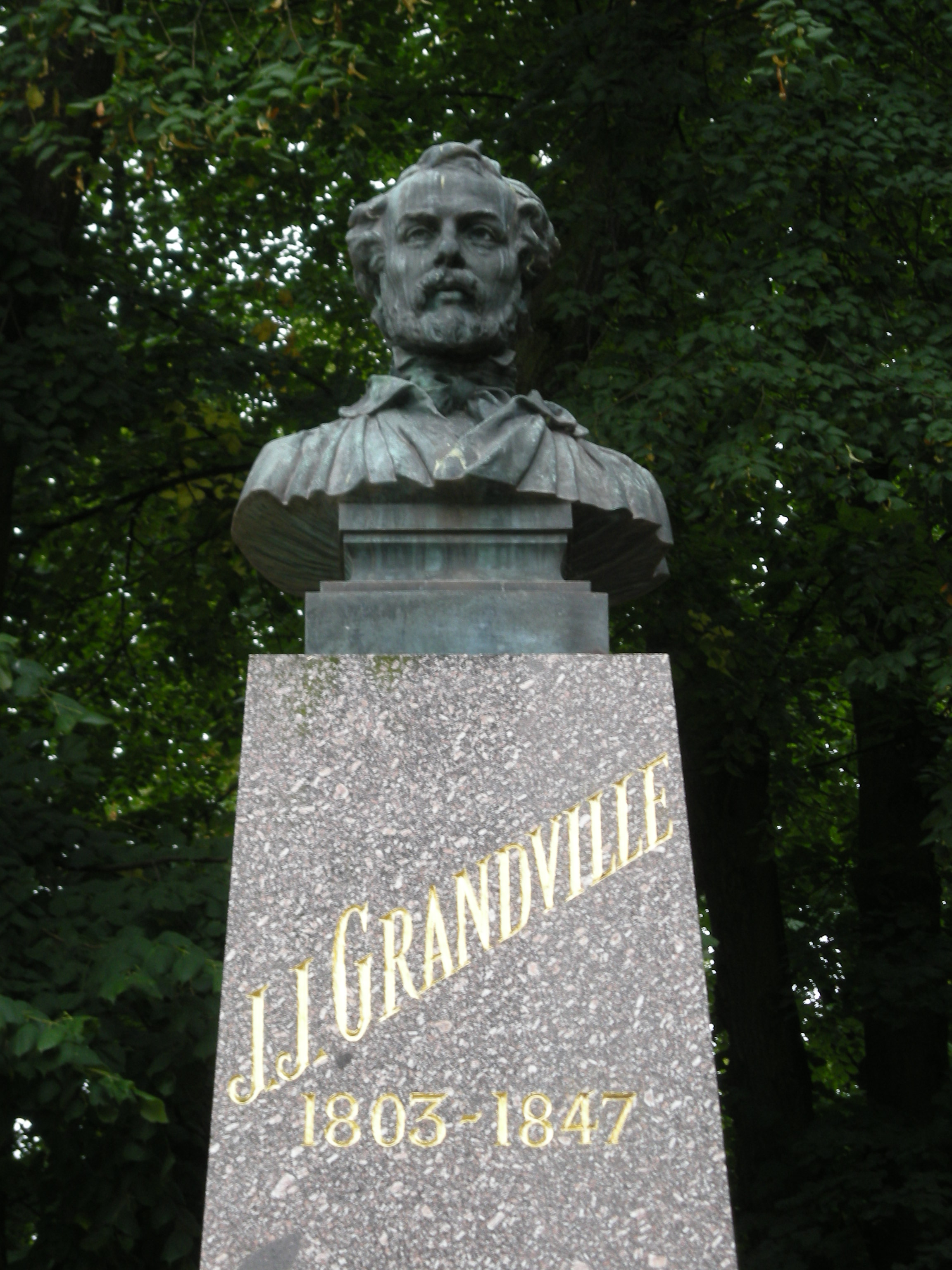
Ernest Bussière, buste de Grandville, 1893, parc de la Pépinière, Nancy.

C’est à Nancy qu’il grandit et reçoit ses premières leçons de dessin de son père, musicien amateur mais surtout peintre miniaturiste « pour la tête, la fleur ou le paysage ». La misère règne alors à Nancy et la vie du foyer des Gérard n’y est pas facile : outre le couple et ses quatre enfants, il y vit une aïeule, Marie-Anne, ancienne « comédienne du Roi » dont les récits nostalgiques relatifs aux fastes de la cour de Stanislas Leczynski fascinent. Le théâtre ne suffisait pas à la subsistance des époux Gérard — les grands-parents paternels de Grandville — qui s’installent Place Royale et exploitent l’un des premiers cafés de Nancy, le café de la Comédie. Hippolyte, le frère d’Adolphe, verse dans la littérature et adopte le pseudonyme de « Gérard Grandville ».
En tant qu'artiste, Adolphe adopte Jean-Jacques comme prénom et reprend également de ses grands-parents le nom de « Grandville ». Il signe donc J.J. Grandville. Il semble suivre les traces de son père et s’attache à dessiner les membres de sa famille, le spectacle de la rue et, progressivement, s’émancipant des principes inculqués, se fait une spécialité de « défigurer avec malice ces physionomies que l’adulte met tout son art à figurer. »
Son talent de caricaturiste s’affiche précocement. L’opposition au père entre pour quelque chose dans cette velléité de transgression, mais on peut y voir également le dépassement du simple apprentissage. L’influence de l’art du théâtre y entre certainement pour autre chose, mais il faut évoquer l’histoire de l’art, fortement empreinte à Nancy de l’art de Callot qui fit connaître les Arlequin, les Pantalon et les Polichinelle. Enfin, la mode et l’influence de la caricature, très populaire en Angleterre, jouent pour partie.
Grandville s’initie en recopiant les modèles de caricatures qu’il trouve dans la nouvelle presse satirique comme Le Nain jaune. Il se forge une opinion libérale, anticléricale. Dès 1820, il conçoit des créatures hybrides, mi-hommes mi-animaux, qui deviendront rapidement la marque de son talent. Au dessin, il associe volontiers les jeux de mots teintés d’ironie : Le Canard, dessin illustrant les « canards » de la clarinette ; Le Quintette à vent évoquant l’expression « souffler comme un bœuf », etc.

Le courant romantique commence à s'imposer en France à cette époque et ne manque pas d’influencer l'artiste. La lithographie, nouvelle technique d’impression et de représentation, connait du succès et contribuera singulièrement à la gloire de Grandville. L’appel de la capitale se fait sentir : le départ sera soutenu par le peintre miniaturiste Léon Larue (1785-1834), connu sous le nom de Mansion, qui détecte le talent de Grandville et le fait venir dans son atelier parisien.

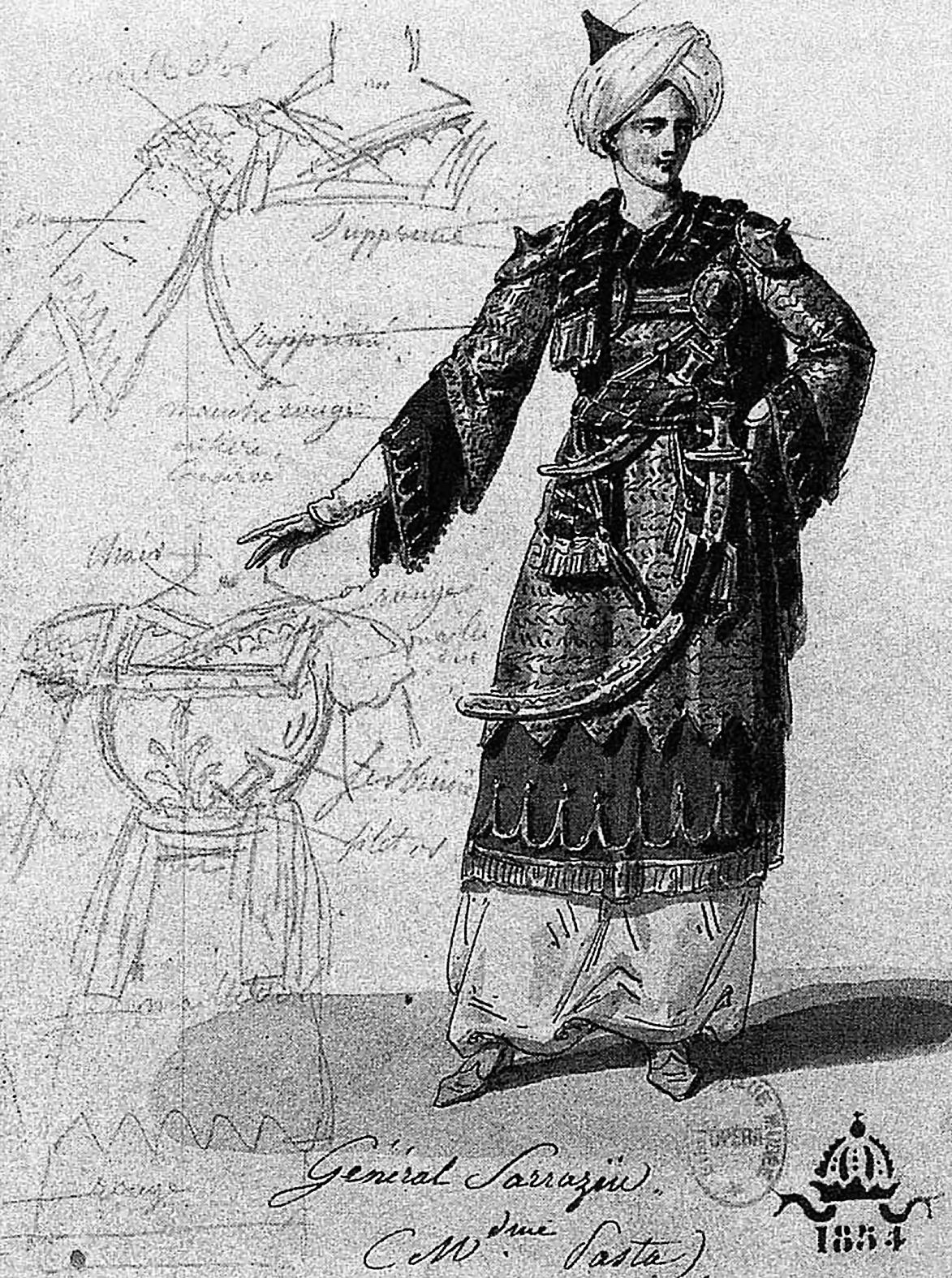
Costume de l'opéra Il crociato in Egitto dessiné par Lecomte et lithographié par Grandville pour la publication de chez Engelmann, 1825.

Grandville se rend à Paris en 1824 et s'y installe. À l'époque, son oncle est régisseur général du Théâtre royal de l'Opéra-Comique, lui permettant d'accéder au monde du théâtre. Ainsi, les carnets de Grandville se remplissent de portraits d'acteurs et de costumes, de loges et de balcons, de parterres et de galeries, de danseuses, chroniquant le monde du spectacle. Aujourd'hui, ces carnets sont conservés au musée des Beaux-Arts de Nancy.
C'est dans le bureau de son cousin, Lemétheyer, que le peintre Hippolyte Lecomte découvre le travail de Grandville. Il est impressionné par son talent. Grandville est alors associé à la publication de Lecomte, co-dirigée avec le chanteur Augustin Vizentini, Costumes de tous les ouvrages dramatiques représentés avec succès sur les grands théâtres de Paris.

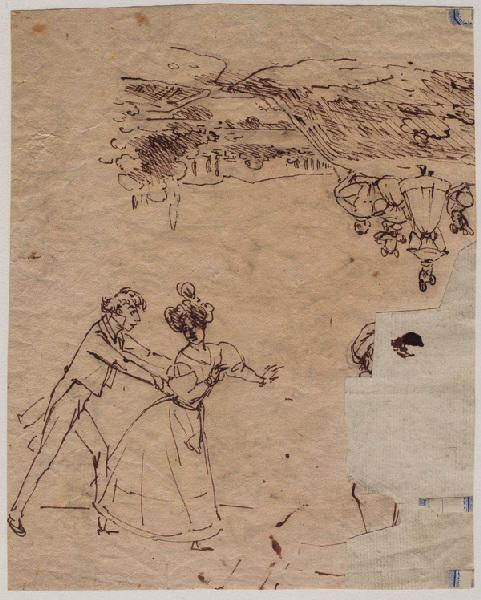
Esquisse pour Les dimanches d'un bourgeois de Paris ou Les tribulations de la petite propriété, 1826, Langlumé.

Grandville produit donc quinze costumes de l’opéra héroïque Il crociato in Egitto de l’Allemand Meyerbeer, joué en 1825 au Théâtre des Italiens et sept planches pour la Dame Blanche de Boieldieu. L’ensemble paraît en 1826 chez Engelmann. Grandville n'a qu'un petit rôle, reportant simplement sur la pierre lithographique les dessins de Lecomte, mais cette expérience initie son intérêt pour le costume et ses recherches sur l'histoire du vêtement.
C'est cette même année, 1826, que Grandville publie ses premiers recueils lithographiés, Les Dimanches d’un bourgeois de Paris ou Les Tribulations de la petite propriété, chez l'imprimeur-lithographe Langlumé. Il puise son inspiration chez des caricaturistes anglais comme James Gillray, auteur des Harmonies Matrimoniales. Grandville exploite l'effet comique du double-animal qui mime, résume et caricature chaque épisode. Cette fois, la publication est un grand succès, avec un retirage des Tribulations en 1828.

### Une vie marquée par les deuils familiaux

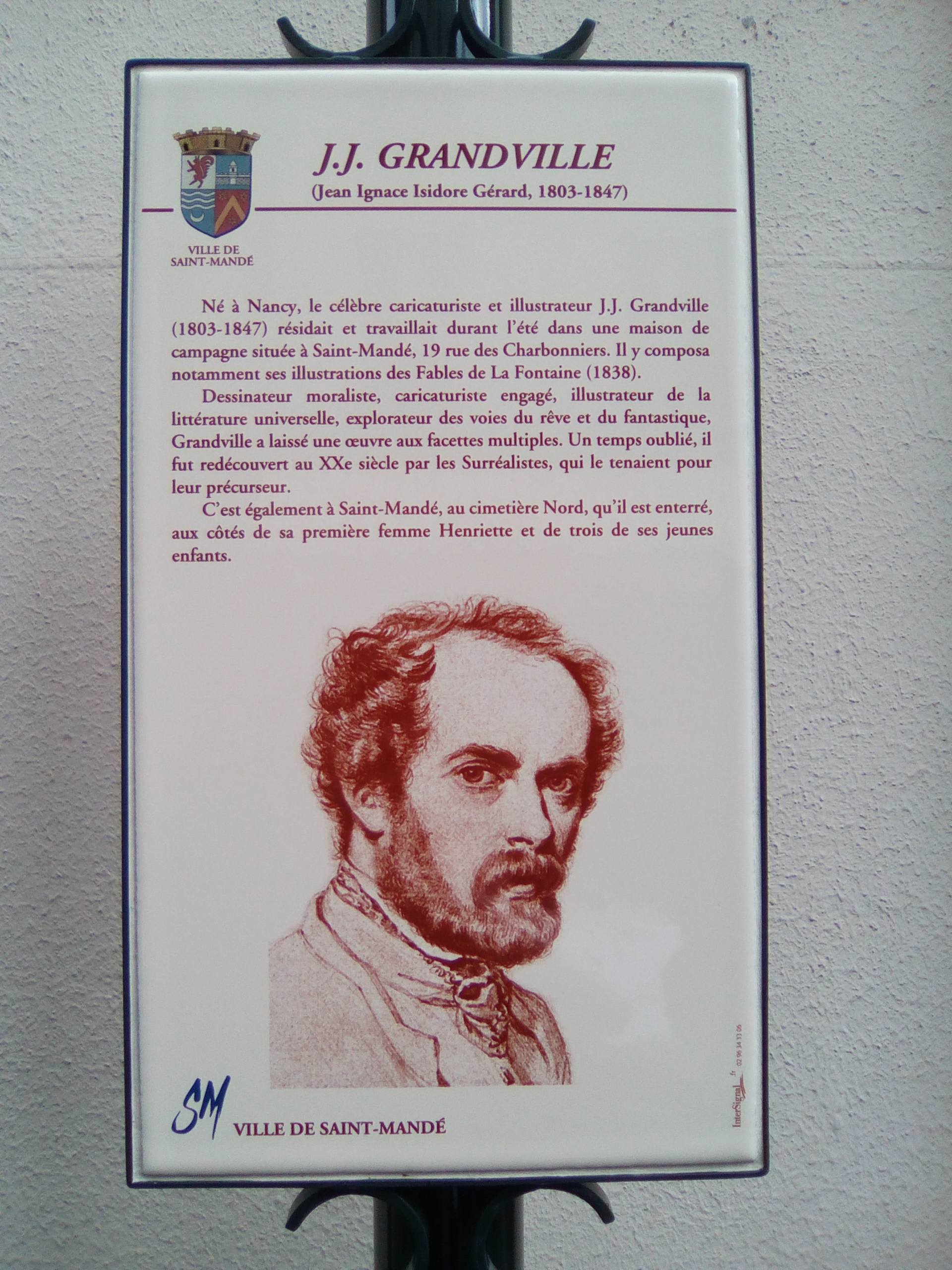
Plaque commémorative, rue Grandville à Saint-Mandé.

À l'âge de vingt et un ans, Grandville s'installe à Paris.
Le 22 juillet 1833, il épouse sa cousine Marguerite Henriette Fischer (1810-1842) et déménage dans un nouvel appartement. Leur premier fils, Ferdinand, naît en 1834, mais ne vit que quatre ans. C'est le développement d'une méningite qui met fin à ses jours. Cette naissance affaiblit considérablement Henriette. Un deuxième fils, Henri, vient au monde à l'automne 1838, mais meurt en 1841, étouffé en mangeant un morceau de pain, en présence de ses parents. Georges, son troisième fils, naît en juillet 1842. Lors de ses grossesses précédentes, et cette fois encore, la santé d'Henriette s'est détériorée et elle décède le même mois d'une péritonite.
En octobre 1843, Grandville se remarie avec Catherine Marceline (« Céline ») Lhuillier (1819-1888). Comme Henriette et Grandville, Céline est originaire de Nancy. Armand, le seul enfant de ce deuxième mariage, naît en 1845. Georges, le troisième fils de son premier mariage, âgé de 4 ans et demi, meurt en janvier 1847 après une courte maladie.
Grandville ayant perdu en dix ans sa première femme et les trois enfants qu'il en a eus est physiquement et mentalement brisé. Il tombe malade à plusieurs reprises.
En 1847, alors qu'il séjourne dans sa maison de villégiature de Saint-Mandé, il est atteint d'une crise de folie et est transporté le 10 mars dans la maison de santé des docteurs Voisin et Falret à Vanves. Le pressentiment de sa mort ne le quitte pas, il l’annonce, en dépit de l’avis des médecins et, en effet le 17 mars, deux mois après la mort de son fils chéri Georges , Grandville meurt. Il avait déjà écrit sa propre épitaphe: « Ci-gît J.J. Grandville. Il anima tout et, après Dieu, fit tout vivre, parler, ou marcher. Seul, il n'a sut pas faire son chemin. » Conformément à ses vœux, il sera enterré à Saint-Mandé — où une rue porte aujourd'hui son nom — aux côtés de sa première épouse et de leurs trois fils.

## Production artistique
« Il y a quatre mots clefs pour déchiffrer le rébus que présente l'œuvre de Grandville : Observation, Science, Fantaisie et Satire »

— Théophile Gautier, Histoire de l’art dramatique en France depuis vingt-cinq ans, Paris, Magnin, Blanchard & Cie, 1858-1859, p. 64

### Grandville caricaturiste

#### Les caricatures de mœurs
Grandville s’installe à Paris en 1825 pour se former à l’Académie des Beaux-Arts. Son talent d’illustrateur et d’observateur de ses contemporains ne tarde pas à se faire ressentir dans son œuvre. En 1827, il publie son premier recueil de lithographies intitulé Chaque âge a ses plaisirs. Peu de temps après son arrivée à Paris, Grandville publie plusieurs séries illustrées qui le font connaître : Le Dimanche d’un bourgeois de Paris ou Les Tribulations de la petite propriété (1826), Les Principes de grammaire (1830), ou encore Voyage pour l’éternité (1830). Il poursuit son œuvre avec La Sibylle des salons (1827), un jeu de tarot de 52 cartes qui sera finalement signé par Mansion. Mais c'est avec Les Métamorphoses du jour (1828-29), une série de 70 scènes dans lesquelles des personnages humains sont représentés avec une tête d'animal, qu'il atteint la célébrité.

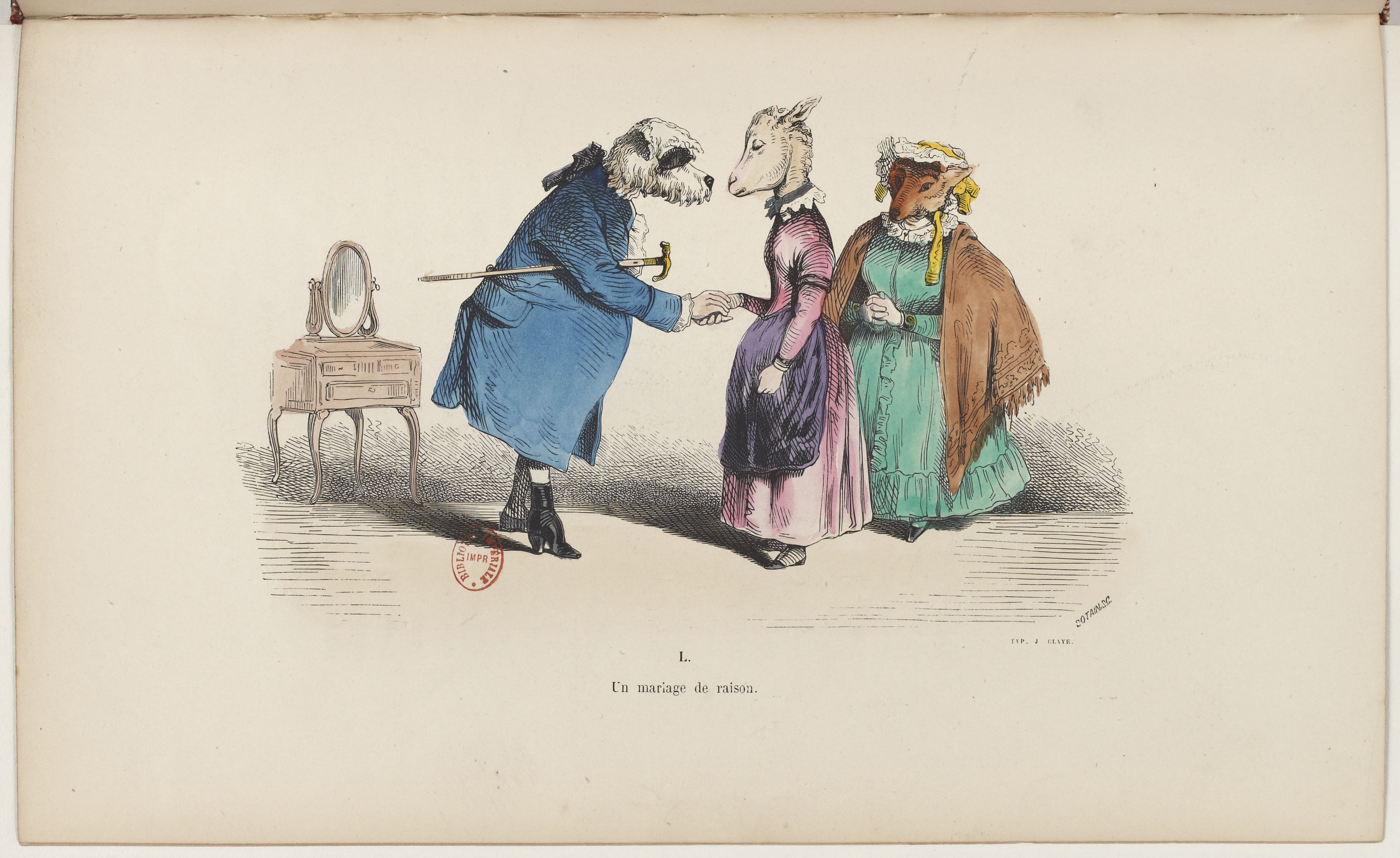
Dans Les Métamorphoses du Jour, Grandville critique la pratique du mariage arrangé où les époux sont désaccordés à cause de leur différence d'âge.

Les Métamorphoses du Jour est une satire de la société. En passant par des animaux anthropomorphes comme l’a pu faire Jean de La Fontaine dans ses Fables, Grandville décrit les vices (orgueil, gloutonnerie, luxure) et les mœurs (mariage, étiquette) de son temps qu’il juge absurdes. Ses dessins sont remarquables par l'extraordinaire habileté de la transposition des expressions humaines sur une figure animale. Grandville est un fin observateur de la société parisienne des années 1830. Il fait coïncider l’apparence extérieure de ses personnages à des valeurs morales, s’inspirant autant de la symbolique hiérarchique des animaux que des types sociaux urbains. Il se plaît à représenter les classes de la société, en particulier le paraître qu’elles revendiquent face à leurs actions contradictoires. Les Métamorphoses du jour ont, dès leur première apparition, suscité des imitations de la part d’autres artistes, ce dont Grandville ne manque pas de se plaindre, mais ces plagiats témoignent de l’influence qu’a son œuvre sur l’évolution de l’illustration fantastique.
Grandville s’intègre plus largement dans les sciences émergentes de son époque. C’est à ce moment que les intellectuels et les scientifiques élaborent un travail de distinction et de classification des espèces sociales vivant dans leur milieu naturel (hérité du travail de Buffon). On pourrait ainsi dire que l’artiste s’emploie à dresser une « Encyclopédie de la société humaine ».

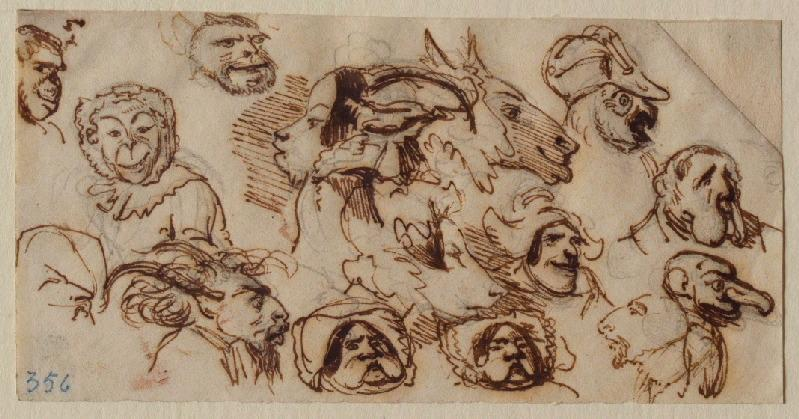
Grandville s'inspire de la physiognomonie dans ses caricatures animales.

Les caricaturistes s’inspirent particulièrement de la physiognomonie, un courant intellectuel inspiré des travaux de Lavater, de Cuvier, de Geoffroy Saint-Hilaire et de Gall qui postule l’analogie entre les traits du visage, la complexion d’un individu et son caractère, sa personnalité. Cette thèse et les courants analogues (craniologie, phrénologie, etc.) alors en vogue ont une répercussion indubitable sur la pensée et l’œuvre de Grandville. Il élabore d’ailleurs un commerce fructueux en vendant des planches comiques où sont dessinées plusieurs têtes de formes différentes (L’Animalomanie, Étude phrénologique).
Entre 1840 et 1842, Grandville participe à deux grands recueils satiriques collaboratifs :
- Scènes de la vie privée et publique des animaux : Grandville est érigé comme maître de la représentation de la coexistence entre l’homme et l’animal. Les types sociaux sont reconnaissables par des attributs ou des comportements. Ainsi, le dandy se change en lion vaniteux, la jeune mariée prend les traits d’une brebis apeurée, et les bourgeois fiers et hautains se muent en oiseaux aux longs cous.
- Les Français peints par eux-mêmes : il s’agit de huit volumes inspirés d’une enquête statistique et sociologique menée par le préfet de Paris. Grandville n’y représente plus les hommes à travers leur animalité mais simplement à travers leur apparence (mode vestimentaire, expression, laideur, métier).

Grandville n’a pas peur de représenter les ridicules et les travers de la société, même quand il s’agit de son propre cercle. En effet, il s’attache à représenter les mendiants et les bourgeois tout comme les artistes qu’il côtoie. Logé pendant un temps chez une cousine mariée à un régisseur de l’Opéra-comique lorsqu’il arrive à Paris, Grandville connaît bien le monde des écrivains, des peintres et des comédiens. Il caricature ainsi les artistes courant après la renommée de l’Académie française (Victor Hugo, Alexandre Dumas et même Balzac) et le microcosme pompeux des salons artistiques organisés par Delphine de Girardin.

### Détails des expositions

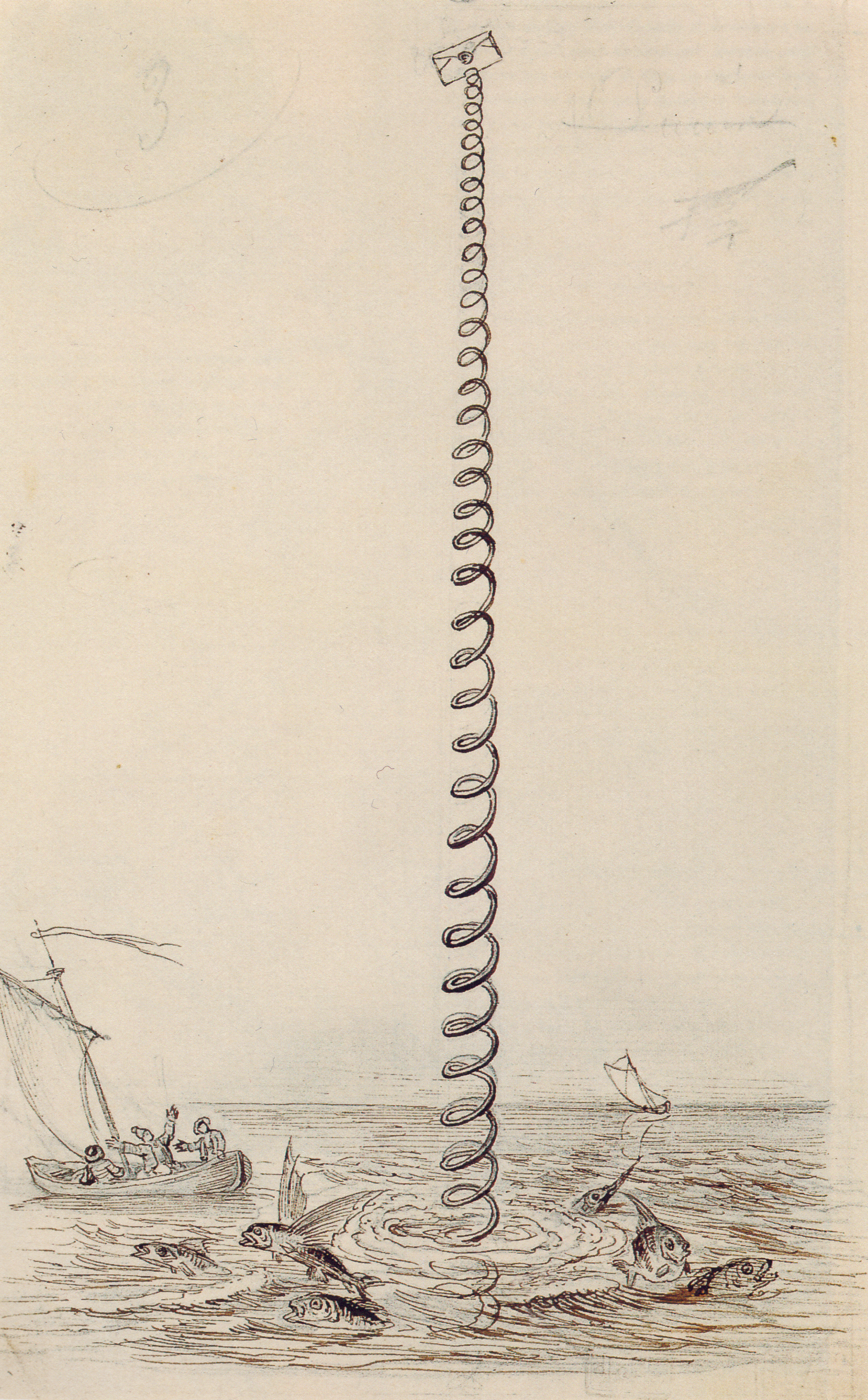
Locomotions aériennes par Grandville (extrait dUn autre monde, édition originale, 1844, p. 133). Dessin original prêté par Ronny et Jessy Van de Velde pour l'exposition au Musée du Temps de Besançon.

#### « Balzac et Grandville, une fantaisie mordante », Maison de Balzac, du 26 septembre 2019 au 13 janvier 2020

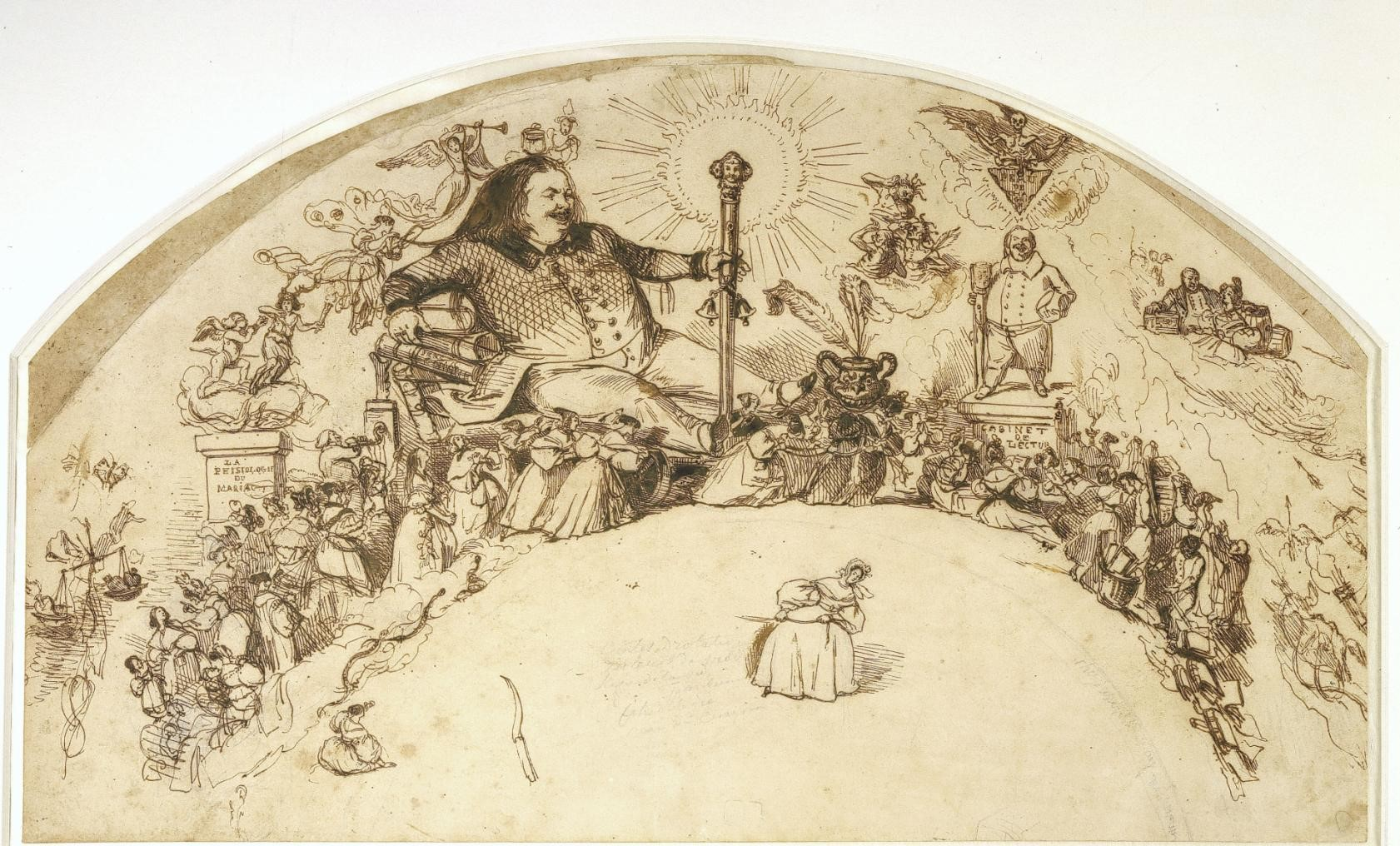
Balzac et les personnages de la Comédie Humaine.

## Postérité

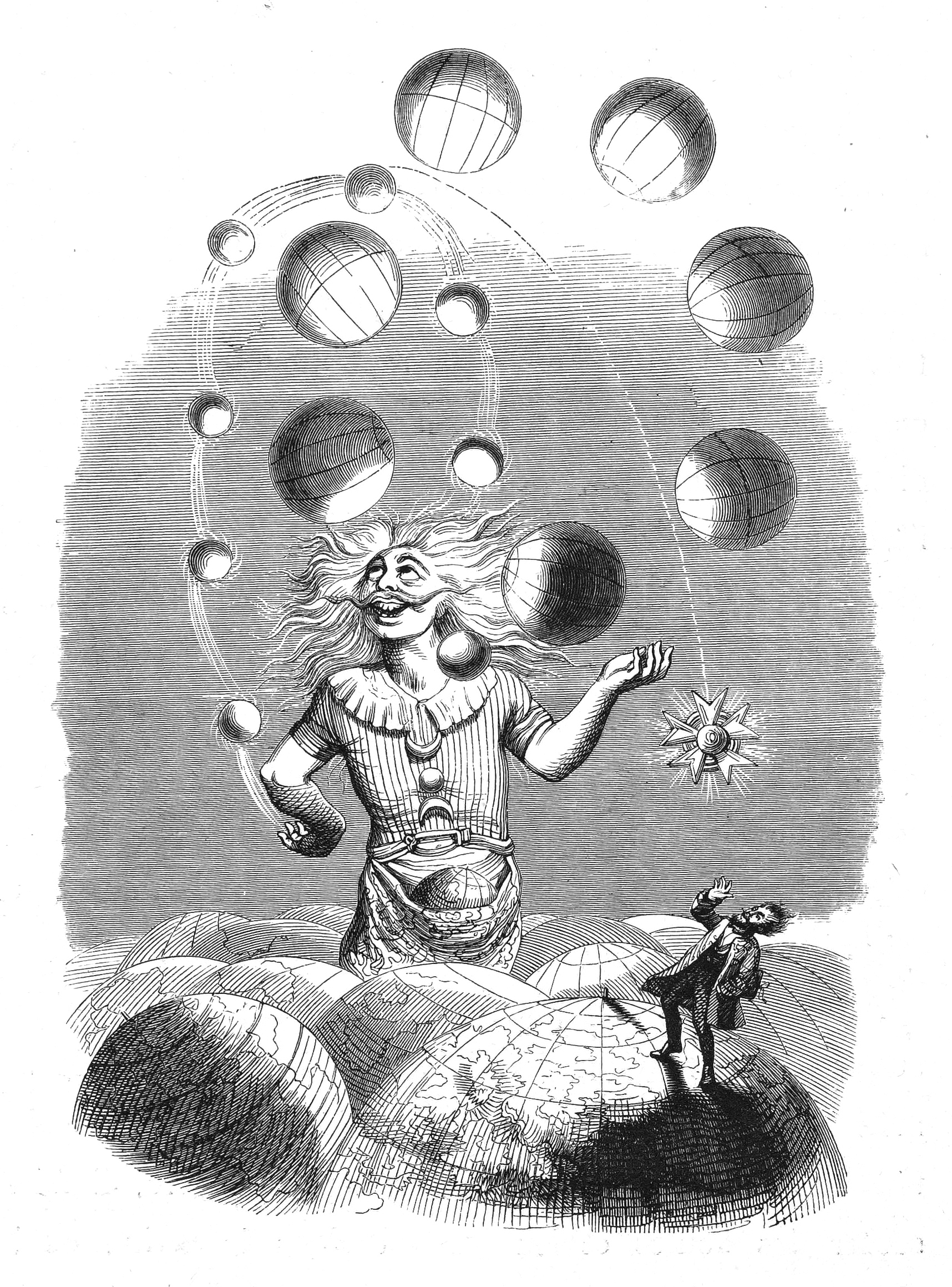
Le Jongleur des Mondes, illustration de J.J. Grandville pour Un autre monde, qui sert en 1991 de base à l'illustration de Richard Gray pour l'album Innuendo du groupe Queen.

#### Les caricatures politiques
Il existe une dizaine de journaux satiriques quotidiens sous la monarchie de Juillet, tous bénéficiant de la liberté d’expression rétablie en juillet 1830. Ces journaux politiques sont particulièrement répandus et appréciés des lecteurs républicains grâce à l’introduction de caricatures et d’illustrations en supplément du texte (c’est le modèle du « journal artiste »). Le succès rencontré par Grandville a conduit divers périodiques tels que La Silhouette, L'Artiste, La Chronique de Paris, La Caricature, et Le Charivari à l’engager comme collaborateur. Ses caricatures politiques caractérisées par une merveilleuse fécondité d’inspiration satirique, suscitent bientôt l'engouement.
Fervent républicain, Grandville s’attaque aux structures du gouvernement en critiquant les représentants de la monarchie de Juillet, le poids de la fiscalité, l’hypocrisie de la religion et la violence des forces de l’ordre. Ses caricatures virulentes souhaitent montrer l’incompatibilité entre le peuple et le roi. Il y dénonce l’enrichissement personnel de l’État face à la misère du peuple ainsi que la précarité de la liberté de la presse.
Pour cela, Grandville fait passer ses idées soit par une infantilisation de la situation grâce à des petits animaux humanoïdes, soit par une diabolisation des branches du gouvernement en dessinant des monstres voraces et sanglants. Ses séries accusatrices des membres du gouvernement rappellent les lithographies et les bustes réalisés par Honoré Daumier à la même époque, lui aussi travaillant pour La Caricature. Dans son dessin Le Cabinet d’Histoire naturelle, Grandville qualifie les hommes à corps d’animaux par des noms scientifiques détournés comme l’a pu faire Daumier avec les adjectifs des Célébrités du Juste Milieu.

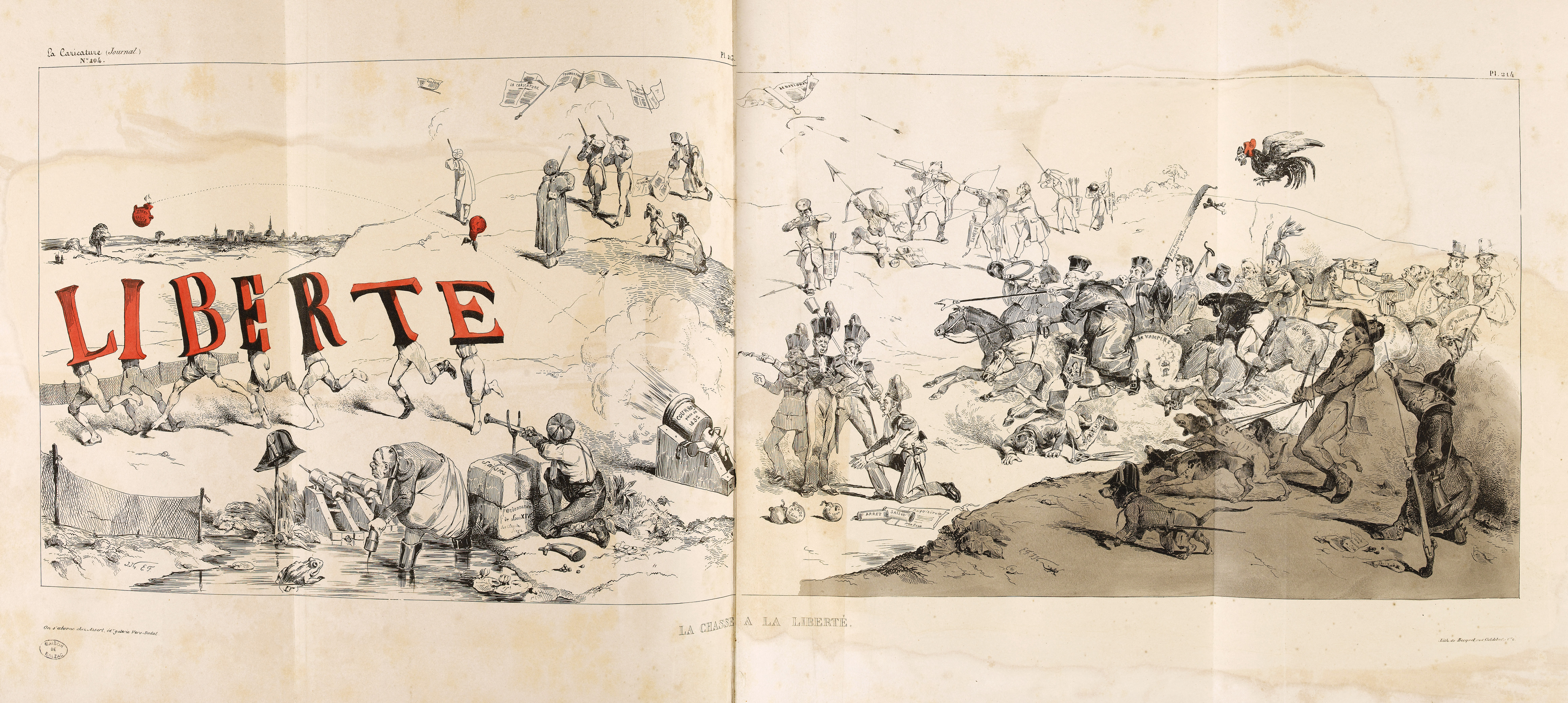
Grandville dénonce la censure de la presse par l'État.

Les lithographies de Grandville publiées dans le journal La Lithographie mensuelle servent également un autre objectif : celui de payer les frais de procès et les amendes dont fait l’objet La Caricature entre 1832 et 1834. Soucieux de l’avenir de la liberté de la presse, Grandville prédit dans plusieurs illustrations le rétablissement de la censure, en dépit de la charte de 1830. Ses dessins déplaisent à Adolphe Thiers, qui fait promulguer, en 1835, sous le règne de Louis-Philippe une loi exigeant une autorisation préalable pour la publication de dessins et de caricatures. Après 1835, les représentations caricaturales de Louis-Philippe sont retirées pour éviter de faire sauter le journal.
À la suite du rétablissement de la censure, Grandville, viscéralement attaché à la liberté de la presse, se sent profondément atteint par les attaques incessantes de la police. Perquisitionné en 1831 à la suite de deux lithographies remettant en cause les méthodes violentes de répression de la police, la fouille désordonnée opérée chez lui par les gendarmes le heurte profondément. Dans une caricature toute personnelle, il s’en souviendra en figurant les gendarmes sous la forme de mouches agaçantes envahissant son domicile.

### Illustrateur de livres
Après cet épisode, il se tourne presque exclusivement vers l'illustration de livres, en illustrant divers ouvrages, tels que les œuvres d’Honoré de Balzac, les chansons de Béranger, les Fables de La Fontaine (1838) et celles de Florian, Don Quichotte de Cervantes, les Voyages de Gulliver de Swift, Robinson Crusoé de Daniel Defoe. Il a également continué à publier des recueils de lithographies : Les Cent Proverbes, Un autre monde (1844), Les Fleurs animées. Il participe aux illustrations des Scènes de la vie privée et publique des animaux (1840-1842), une satire initiée par Jules Hetzel en référence à La Comédie humaine, et au Diable à Paris. La carrière de J.-J. Grandville s’inscrit en effet dans le contexte de l’émergence du livre illustré, lui-même permis par un nouveau contexte éditorial en France. L’essor de la presse, les améliorations techniques telles que la diffusion de la gravure sur bois de bout et la mécanisation de la production du papier vélin amènent les éditeurs spécialisés dans la caricature politique à se tourner vers le livre illustré. La définition du métier d’illustrateur se cristallise ainsi à partir de 1830, et le terme apparaît pour la première fois sous la plume de Théophile Gautier, à propos de Tony Johannot : 

« Tony Johannot, est sans contredit, le roi de l’illustration. […] il faut que l’artiste comprenne le poète […] il ne s’agit pas […] de copier la réalité comme on la voit […]. L’illustrateur, qu’on nous permette ce néologisme, qui n’en est presque plus un, ne doit voir qu’avec les yeux d’un autre. »

Selon Philippe Kaenel, la censure promulguée par Adolph Thiers en 1835 et la mort de J.-J. Grandvillle en 1847 « délimitent un moment représentatif de l’histoire du livre illustré français et de la production industrielle des images. »

#### J.-J. Grandville, «artiste et dessinateur à part entière[13]»
Dans l’introduction du catalogue de l’exposition Grandville, Un autre monde : les dessins et les secrets, Ségolène Le Men décrit celui-ci comme « l’un des protagonistes du métier d’illustrateur, comme artiste et dessinateur à part entière. » Grandville tend, par sa pratique, à valoriser l’illustration non comme simple description du texte qu’elle accompagne, mais comme témoin, selon Philippe Kaenel, « de l’”originalité”, de l’”intelligence” créatrice de l’artiste. » Pour illustrer ses propos, Ségolène Le Men s’appuie sur plusieurs extraits d’Un autre monde (1844), ouvrage emblématique du statut d’auteur-créateur revendiqué par l’artiste.

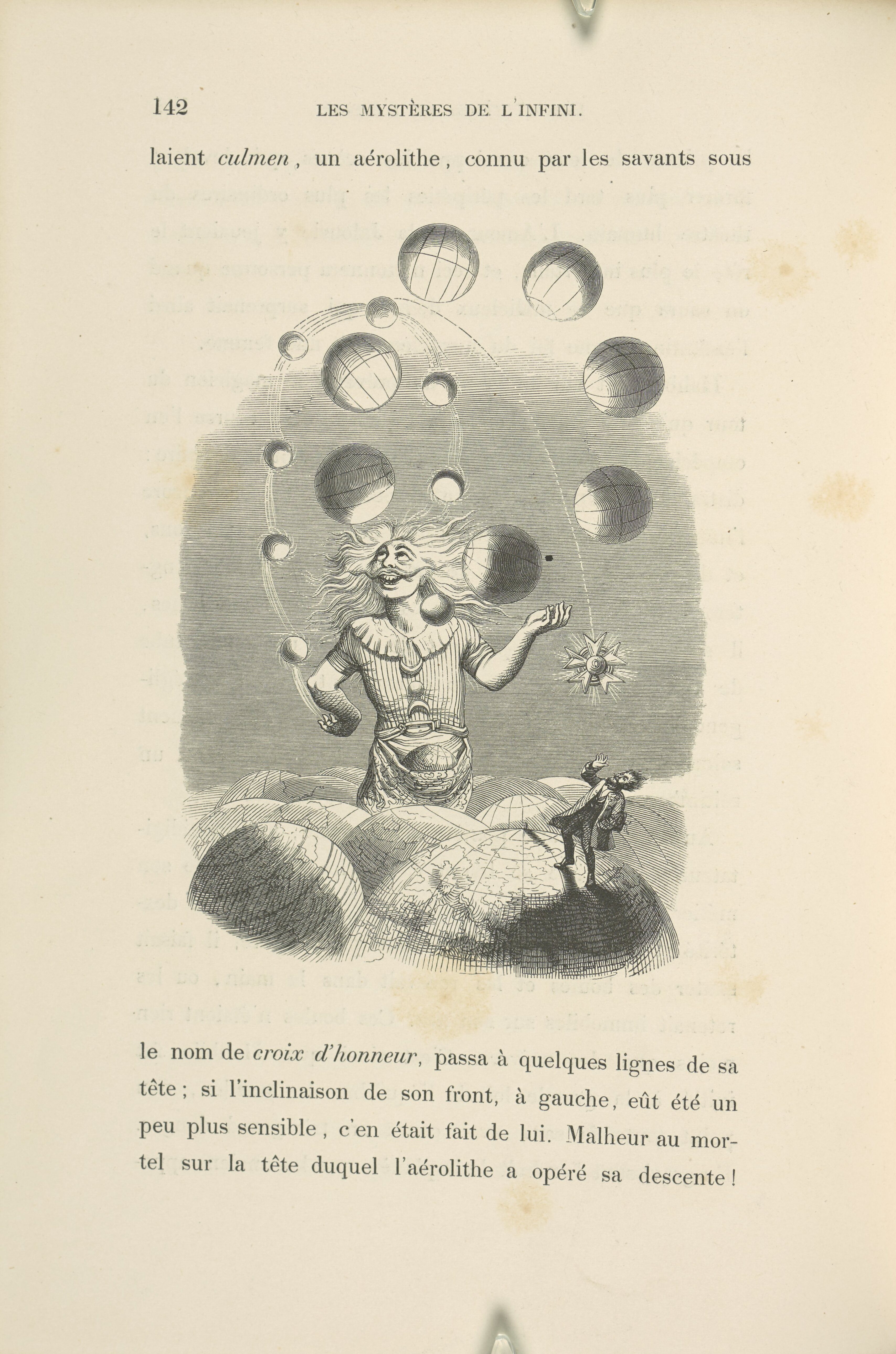
Un autre monde (1844), Le jongleur de mondes, p. 142.

En premier lieu, à la page 142 se trouve une illustration qui témoigne selon elle de sa position d’artiste démiurge : 

« La planche où il se représente lui-même en jongleur de mondes est emblématique de sa posture artistique de clown mais aussi de démiurge dont la « manière de faire des mondes » jongle de la science à l’humour et à la poésie. »

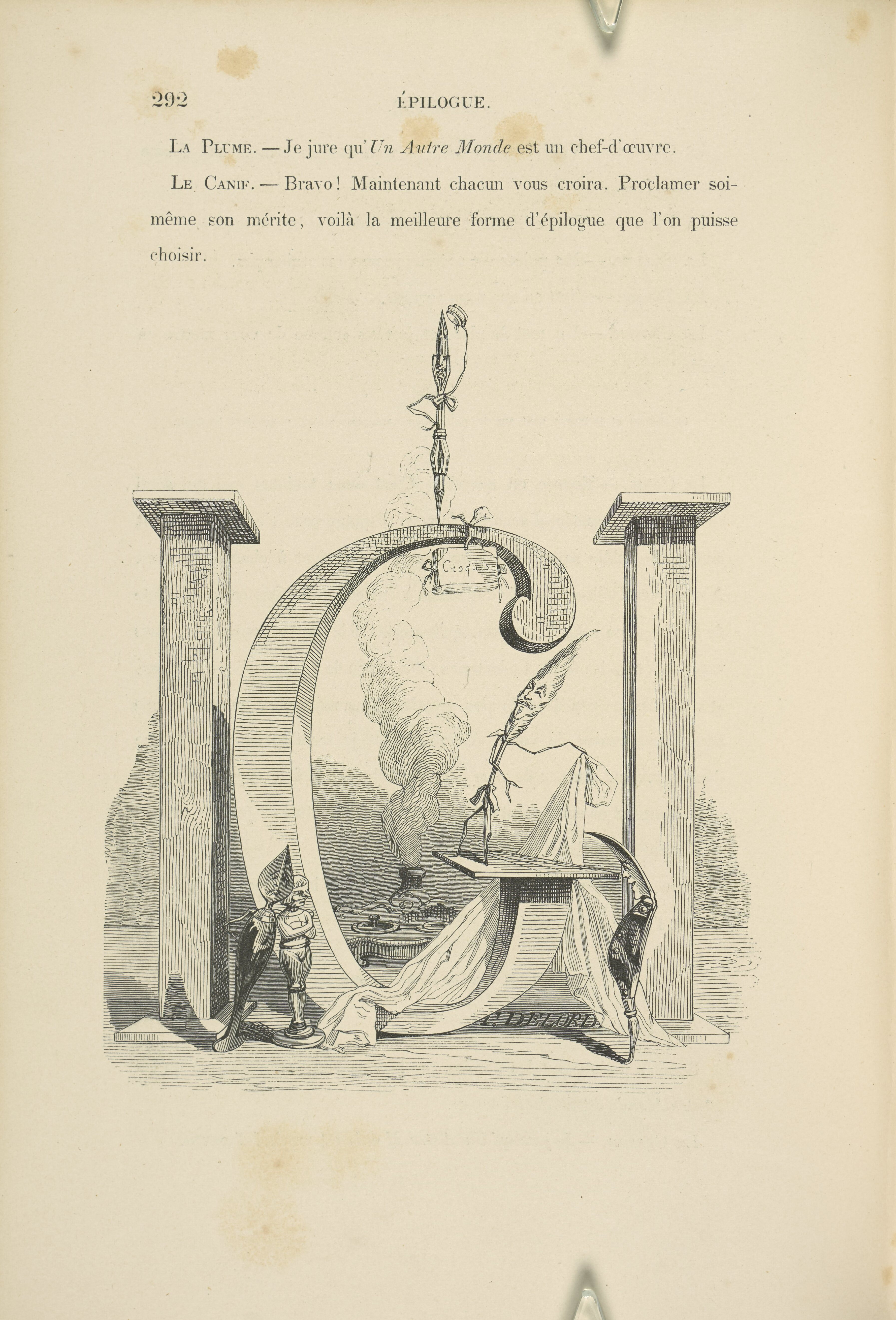
Un autre monde (1844), Le Crayon et la Plume, p. 292.

Ensuite, Grandville ouvre et clôt cet ouvrage par une double saynète qui met aux prises deux personnages : la Plume, Anastasia Souplebec, et le Crayon, Bonaventure Point-aigue, dont la dispute est arbitrée par un canif. Ils symbolisent par métonymie l’écriture et l’illustration, l’enjeu étant « le renversement […] de la prééminence de l’écrivain par rapport à l’illustrateur. ». En introduction, le crayon décide de prendre en charge l’élaboration du livre. La Plume accepte avec condescendance de servir de secrétaire au Crayon, prévoyant un échec. L’épilogue met en scène la dispute finale du Crayon et de la Plume, qui reproche au premier sa légèreté et son manque de clarté. La dernière planche représente un Crayon triomphant, et une Plume, en deçà, qui reconnaît à contre-cœur la qualité d’Un Autre Monde, sous l’ordre du canif. Philippe Kaenel analyse cette querelle en expliquant que le rapport entre le texte est l’image est poussé par un contexte social, l’écrivain et l’illustrateur cherchant chacun un bénéfice symbolique maximal.

#### Plagiat et droits d’auteur

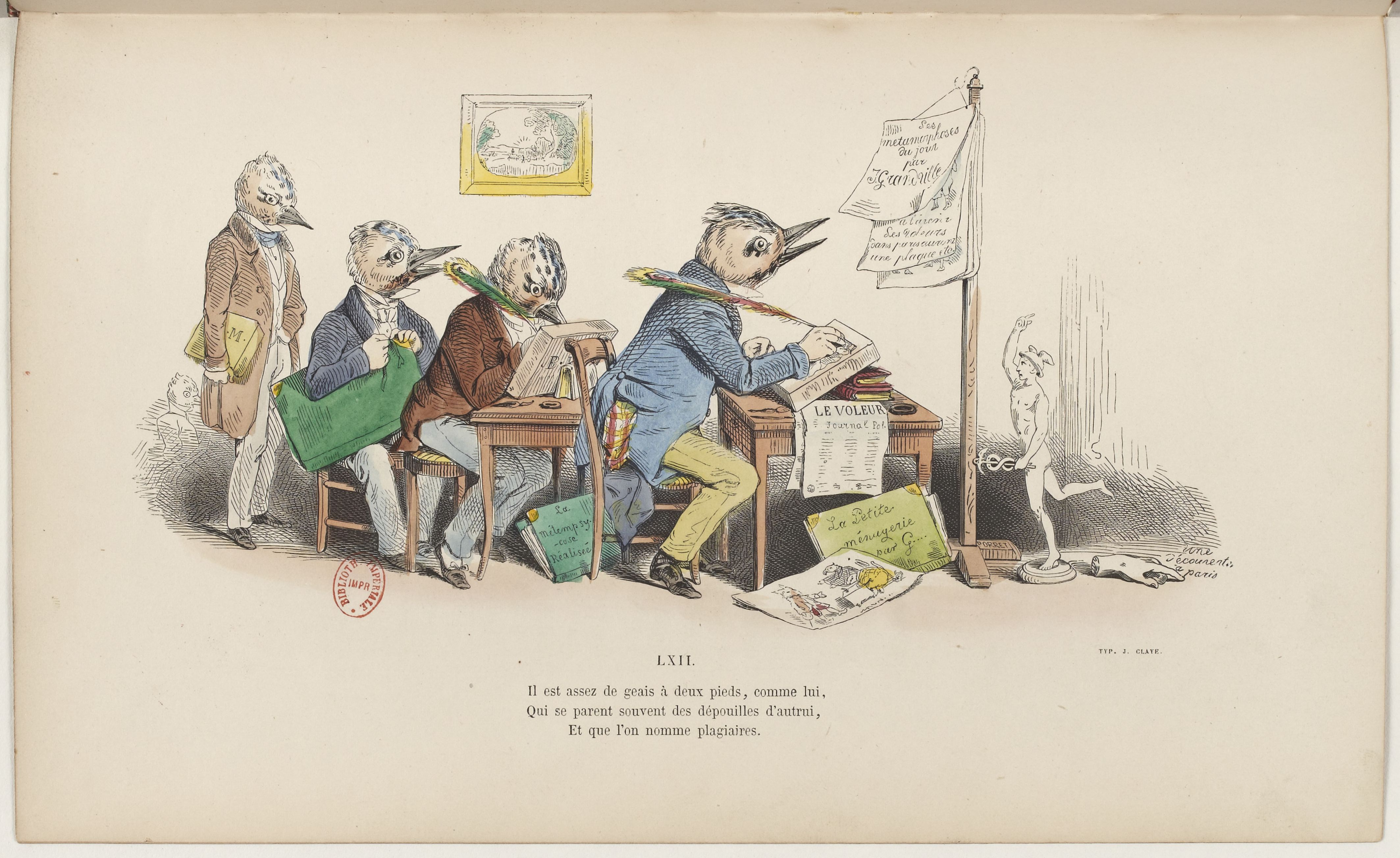
Les Métamorphoses du Jour (1829), Les Plagiaires.

La défense et la promotion du métier d’illustrateur menées par J.-J. Grandville est également marquée par sa lutte pour la protection de ses droits d’auteur. Dans Les Métamorphoses du Jour (Bulla, 1929), Grandville s’en prend aux plagiaires de son œuvres, représentés sous forme d’oiseaux copiant les gravures de l’ouvrage. En 1842, un différend oppose Grandville à l’éditeur Jules Hetzel et à son rival en illustration, Tony Johannot. Grandville les accuse d’avoir volé ses idées en éditant Le voyage où il vous plaira (Hetzel, 1843), ce à quoi Johannot répond qu’il ne s’agit que d’une coïncidence. Philippe Kaenel apporte une justification d’ordre juridique aux revendications de l’illustrateur. Il distingue deux droits : pécuniaire et moral. Ce dernier repose sur la Loi des 19 et 24 juillet 1793, qui affirme : « De toutes les propriétés, la moins susceptible de contestation [...] c'est, sans contredit, celle des productions du génie. »
La production du livre illustré nécessite la réunion de plusieurs acteurs : libraires-éditeurs, écrivains et artistes.  Une œuvre ainsi réalisée, collectivement, interroge la transmission des droits d’auteurs, notamment la mesure dans laquelle le libraire-éditeur s’approprie le travail de ses illustrateurs. En effet, si les dessins originaux restent la propriété de l’artiste et de ses descendants, il ne semble pas en être de même des gravures. Après la mort de Grandville, Hetzel rachète à Fournier les gravures d’Un autre monde, qu’il réimprime pour servir un autre texte (Le Diable à Paris. Paris et les Parisiens, Hetzel, 1868). La seconde femme de Grandville prétend alors à des droits d’auteurs qu’Hetzel lui dénie. Les contrats d’illustrateur sont extrêmement rares, et selon Philippe Kaenel, « nous ne savons pas si l’illustrateur cédait ses droits définitivement ou pour une durée limitée ».

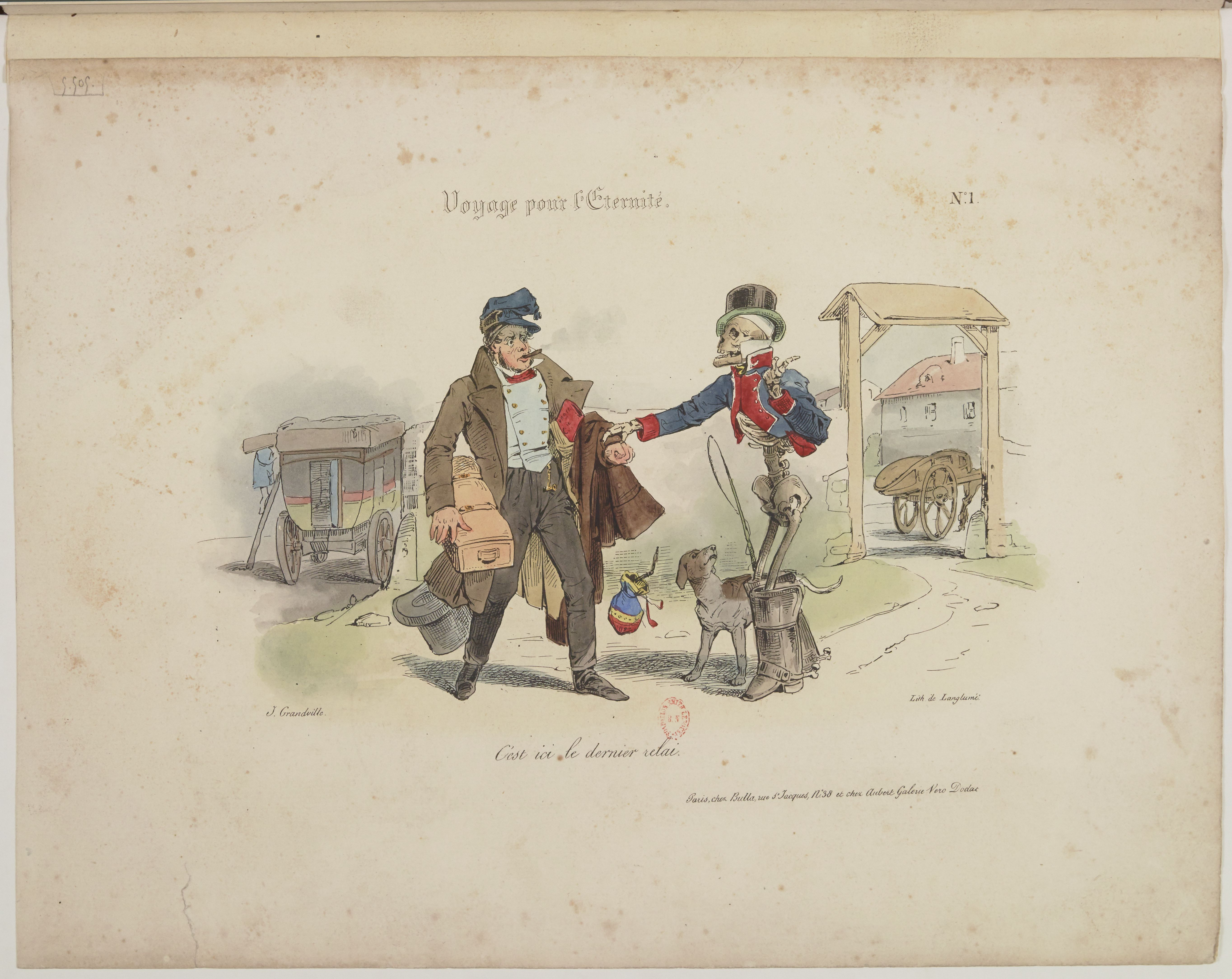
C'est ici le dernier relai par Grandville (extrait de Voyage pour l'éternité, 1830).

#### Voyage pour l'éternité(1830)
« M. Grandville avait donné de la bêtise aux hommes, de l'esprit aux animaux, il vient de donner de la gaieté à la mort. »

— Honoré de Balzac, La Silhouette.
Voyage pour l'éternité est une série de neuf lithographies réalisées par Grandville et publiée en 1830. Le macabre, mis à la mode par les romantiques, intéresse Grandville qui transpose un motif d'Holbein à la société contemporaine : le thème de la mort apparaît ainsi dans cette série sous les attributs de différents métiers (un général, un garçon apothicaire, une prostituée, un cuisiner, etc.).
Pour réaliser cette série, Grandville effectua une vingtaine de dessins préparatoires reprenant le thème de la danse macabre inspirée par les causes de mortalité de l'époque (la gourmandise, la tuberculose, la luxure, les maladies vénériennes, les drogues, etc.).

#### Voyages de Gulliver(1838)
Voyages de Gulliver est un ouvrage publié en 1838, écrit par Jonathan Swift et illustré par Grandville.

#### Illustrations pourLes Fablesde La Fontaine (1838-1840)
« Ce fut vers l’année 1837 que M.M. Fournier et T. qui étaient associés me proposèrent de composer seulement cent vingt vignettes pour orner (je ne sais si l’on disait illustrer, ce mot est si ambitieux) le La Fontaine qui pouvait bien s’en passer »

— Grandville, Au possesseur présent ou futur de cet album, Dessins des fables de La Fontaine
Grandville a réalisé des illustrations pour les Fables de Jean de La Fontaine, œuvre fondamentale dont le premier tome date de 1668.Il partage son processus de création, notamment les aspects techniques de ses dessins, dans la lettre-préface Au possesseur présent ou futur de cet album, de l’ouvrage contenant les dessins originaux réalisés pour les Fables de La Fontaine. Ce manuscrit est conservé à la Bibliothèque municipale de Nancy et contient les 343 illustrations de Grandville.
Pour reproduire ses dessins à grande échelle, Grandville fait appel à de nombreux graveurs maitrisant la technique de la gravure sur bois à l'instar de Maurisset, Beneworth, Orin Smith, Quartley et Godard. Ce dernier est considéré par Grandville comme l'un des seuls "qui loin de faire perdre à mes dessins leurs petits mérites (leurs meilleures qualités) leur ont conservé et plutôt donné même du relief". L'illustrateur est très exigeant quant à la reproduction de ses œuvres, n'hésitant pas à suivre de très près le travail des artisans. Il est surtout très critique vis-à-vis des matériaux et des techniques employés pour la gravure sur bois, qui ne transmettent pas forcément toutes les qualités de finesse de ses dessins. Son exigence a valu à ses illustrations d'être reconnues dans toute l'Europe, affirmant son statut de grand illustrateur et caricaturiste. À sa mort, ses dessins des Fables de La Fontaine resteront l'une de ses œuvres les connues.
Les représentations des Fables de La Fontaine sont reconnues pour leur force de composition, la finesse de leur exécution mais surtout pour la parfaite retranscription des intentions du fabuliste. En effet, ce dernier voulait que ses mots fassent ressortir « les propriétés des animaux et leurs divers caractères ». Grandville réussit à créer des bêtes anthropomorphisées dans des mises en scène théâtrales alliant puissance du sens moral des fables mais également connaissances de la physionomie animale. En habillant certains des animaux à la mode de son époque, comme dans l'illustration de La Cigale et la Fourmi, il réactualise le texte : Grandville mêle ses talents d'illustrateur et de caricaturiste.

Quelques exemples d'illustrations des Fables de La Fontaine par Grandville
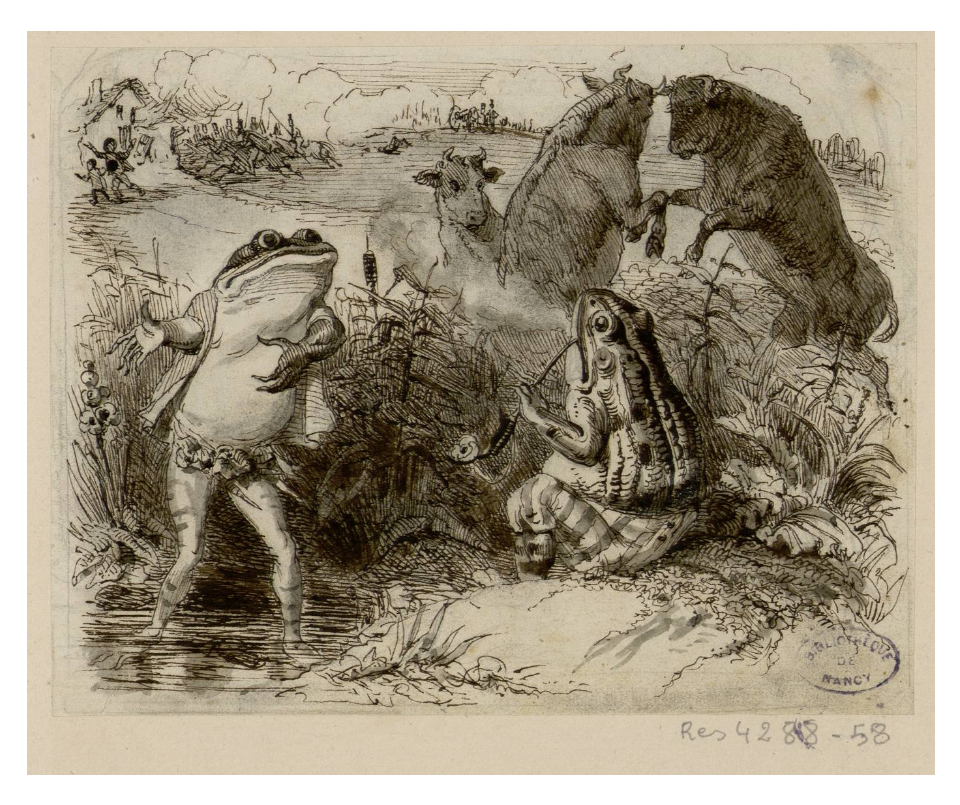
Les deux Taureaux et une Grenouille.
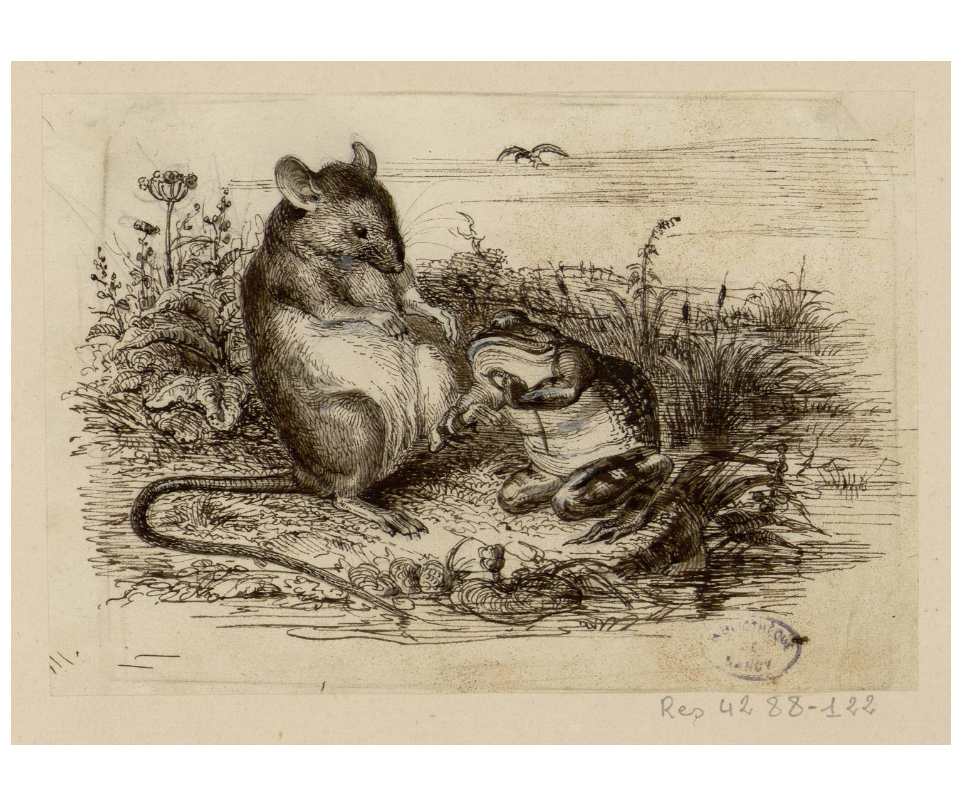
La Grenouille et le Rat.
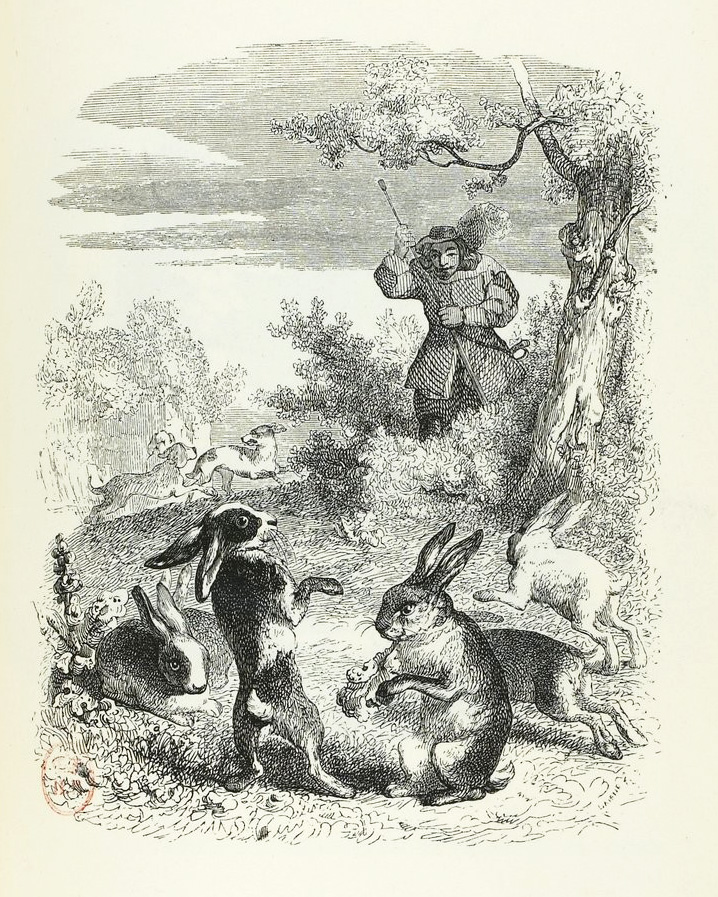
Les Lapins.
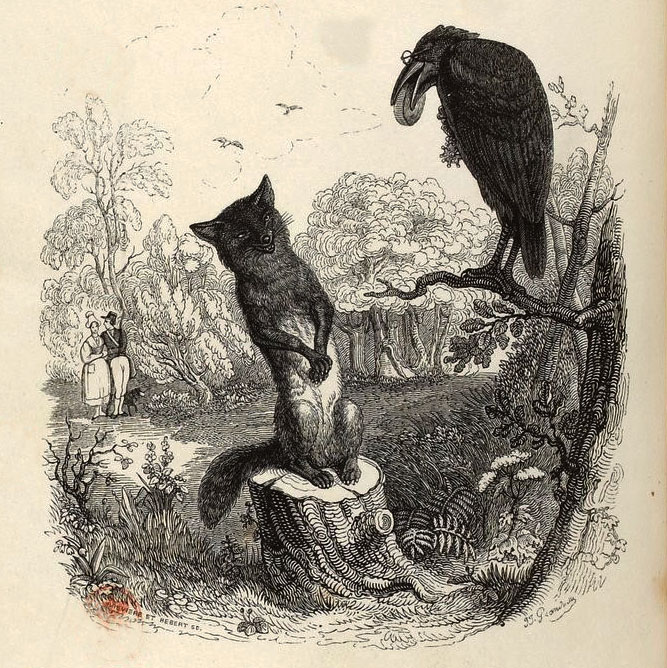
Le Corbeau et le Renard.
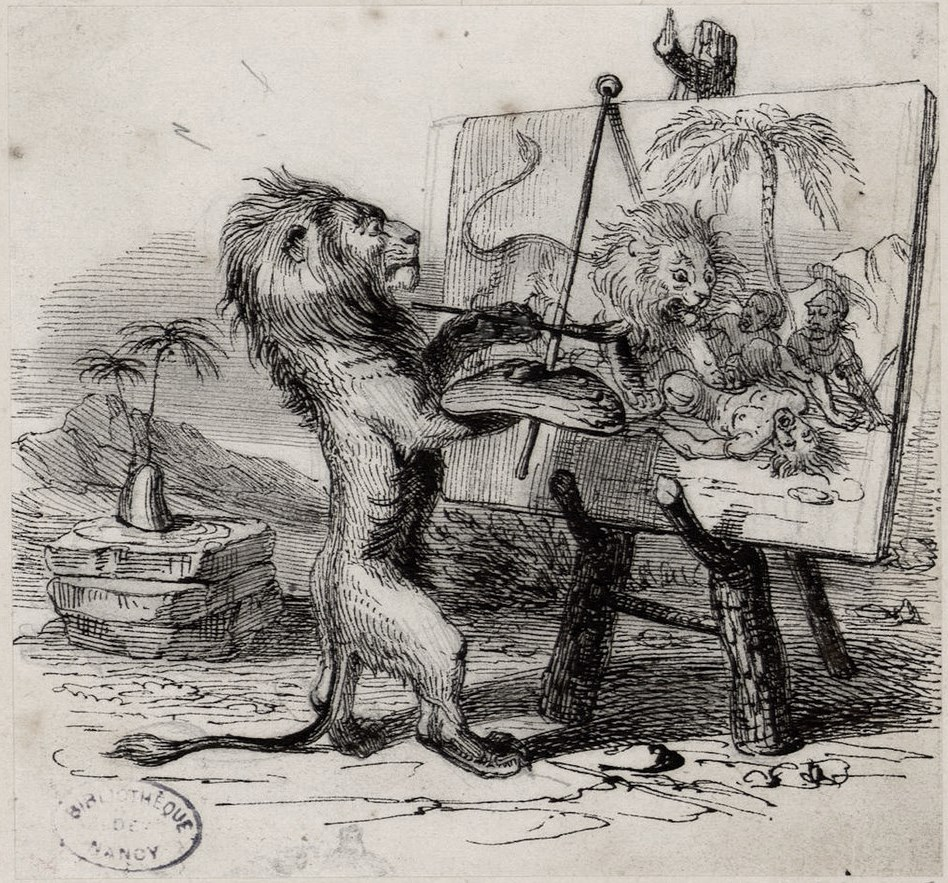
Le Lion abattu par l'Homme.
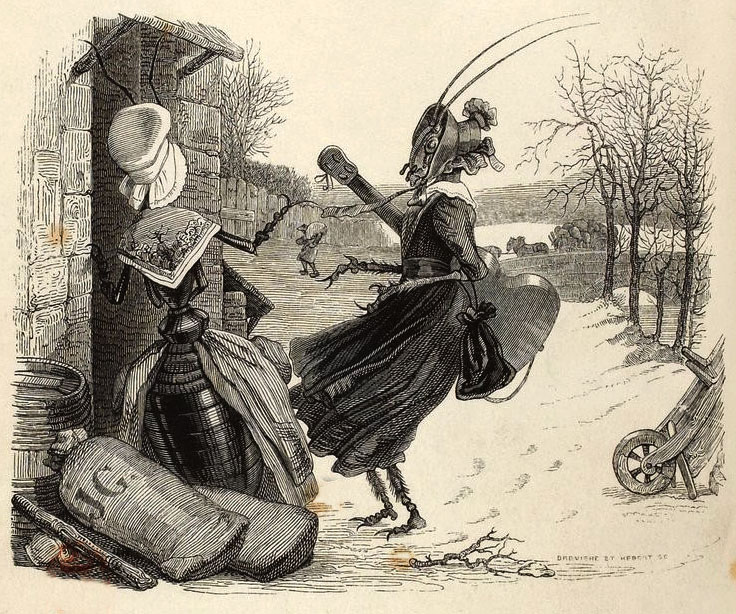
La Cigale et la Fourmi.
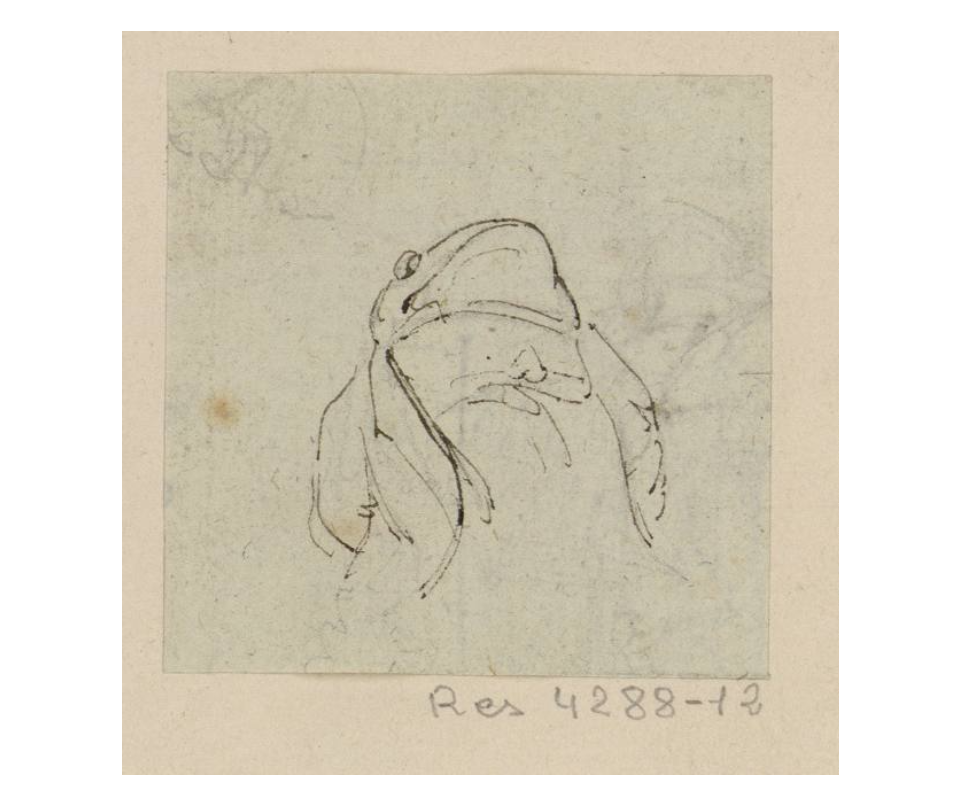
La Grenouille qui veut se faire aussi grosse que le Bœuf.
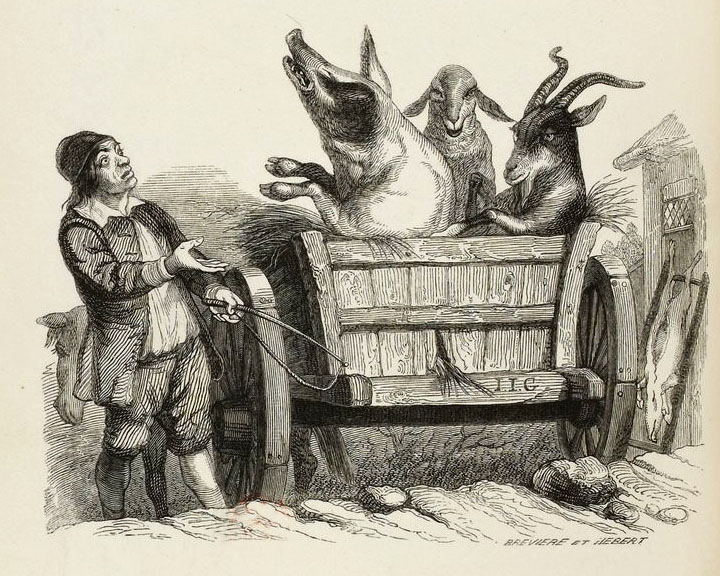
Le Cochon, la Chèvre et le Mouton.
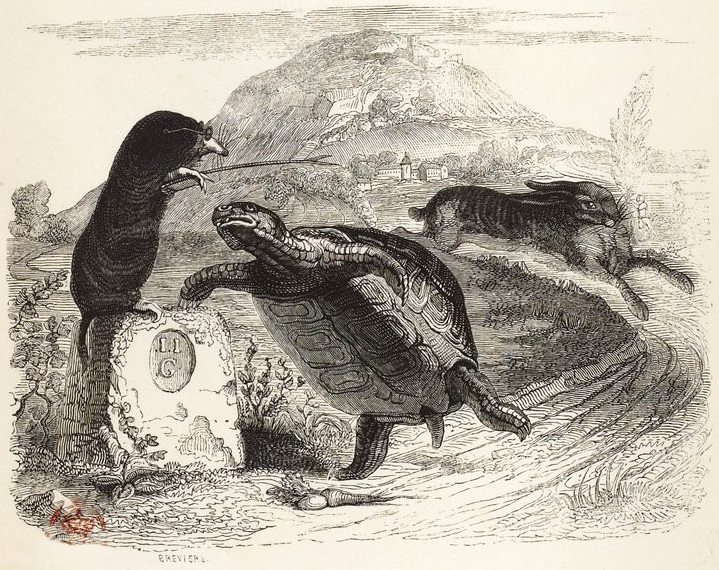
Le Lièvre et la Tortue.
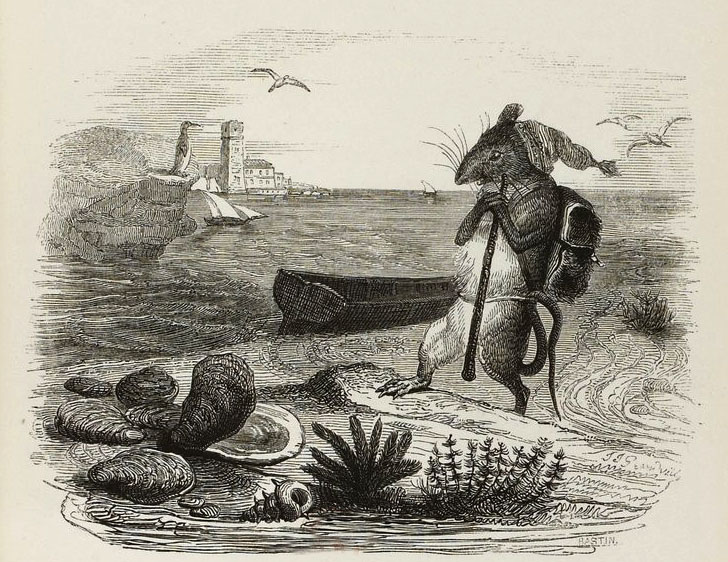
Le Rat et l'Huître.

#### Petites Misères de la Vie Humaine(1843)

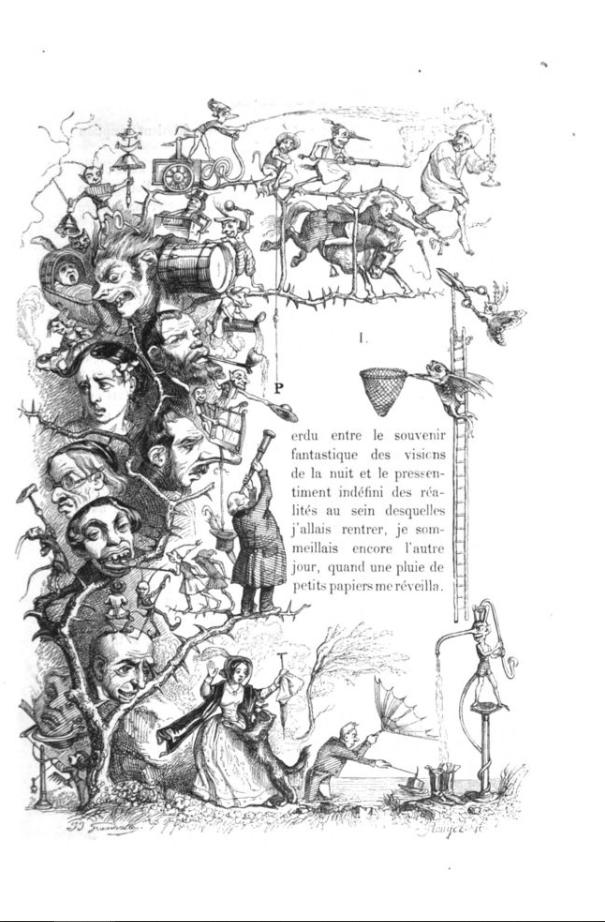
Illustration de Grandville, première page, première partie, Petites Misères de la Vie Humaine (1843).

Grandville a réalisé les deux cent dix-huit illustrations de l’ouvrage Petites Misères de la Vie Humaine (1843), qu’il a créé avec Paul-Émilee Daurand-Fourgues (1813-1883), également connu sous les pseudonymes de Old Nick et de Tim. Les accords entre l’écrivain et l’illustrateur ont été parfois difficiles à établir, les deux ayant une vision très exigeante de leur travail et du rendu final.
Dans sa lettre du 4 août à sa cousine Catherine « Minette » Fischer, l’illustrateur considère l’ouvrage comme l’une des « deux entreprises capitales » de 1842, avec Scènes de la vie privée et publiques des animaux(1840-1842), alors même que sa femme, se remettant mal de ses couches, meurt le 27 juillet de la même année.
Malgré ce contexte funeste qui laisse une empreinte de profondeur spirituelle sur son travail, Grandville parvient à retranscrire les petites misères de la vie quotidienne avec ironie, comme le réveil difficile et jalonné d’embuches (I. Inconvénients d’un réveille-matin).
Selon Laure Garcin, certains des lutins dessinés par Grandville et présents tout au long de l'ouvrage, font référence aux compositions de Jérôme Bosch, avec qui il partage un attrait pour l'imaginaire.

#### Un autre monde(1844)

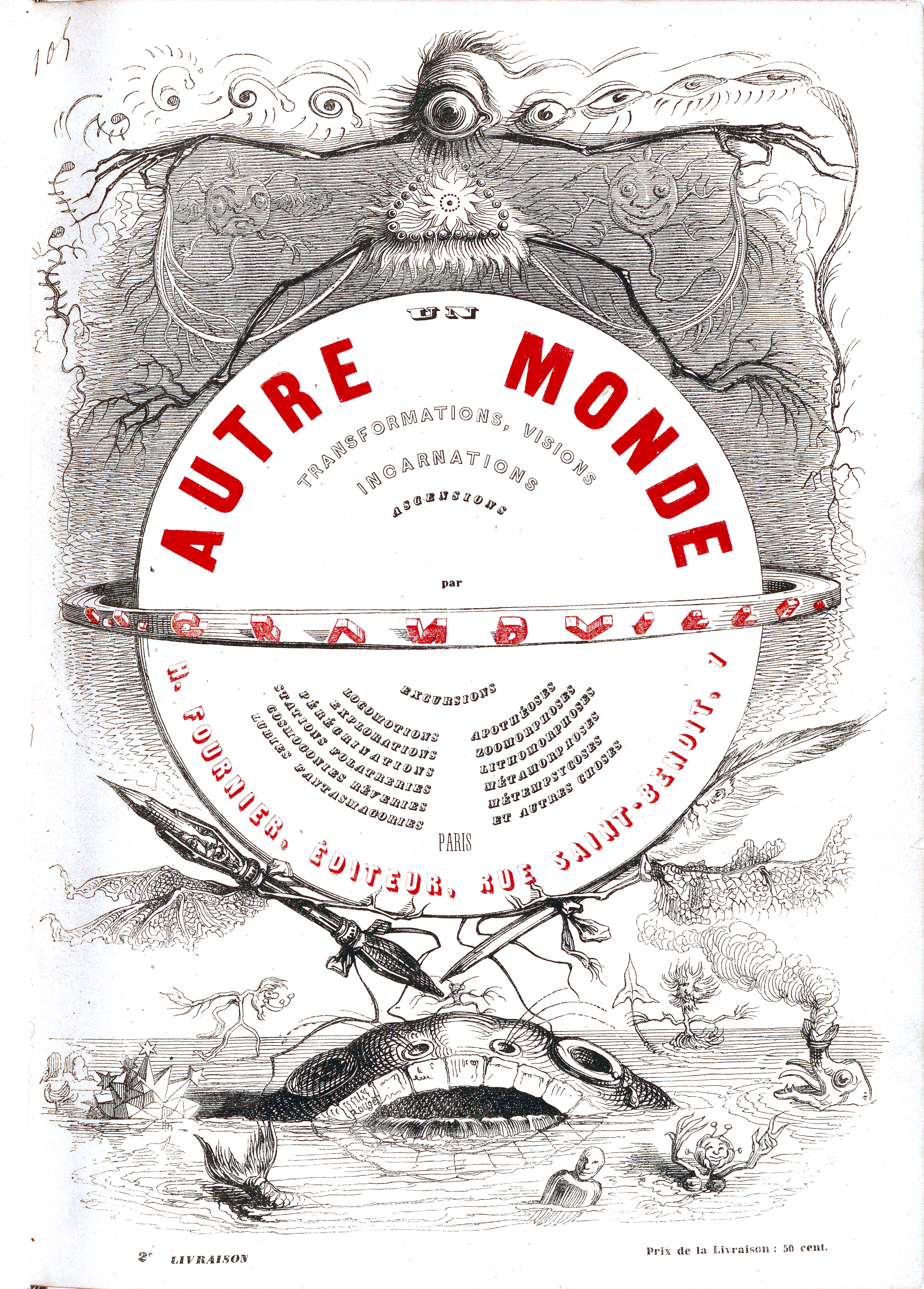
Couverture de la deuxième livraison dUn autre monde

Un autre monde est un livre illustré paru en 1844. D’abord publié sous forme de livraisons hebdomadaires du 18 février au 11 novembre 1843 (36 livraisons vendues 50 centimes l’unité), il paraît sous la forme d’un livre de 296 pages en janvier 1844. Imprimé par le libraire-éditeur Henri Fournier sur papier vélin fort, il contient 220 gravures conçues par Grandville, ainsi qu’un texte écrit par Taxile Delord.
Cet ouvrage, considéré comme le chef-d’œuvre de Grandville se situe dans le genre littéraire des voyages fantaisistes permettant une critique de la société contemporaine. Il raconte l’histoire de trois néo-dieux, Puff, Krackq et Hahblle, tous les trois nés de la réincarnation de Puff, qui voyagent respectivement sur terre, sous la mer et dans le ciel. Durant leurs pérégrinations, ils sont confrontés à différents univers et personnages qui sont le plus souvent des allégories de la société contemporaine de l’artiste. Par exemple, Le Louvre des marionnettes décrit le salon de 1843, ou encore Les Marquises commémore le premier anniversaire du rattachement des îles du même nom à la France en mai 1842. Ainsi, Grandville tourne en dérision l’évolution de la société, en parodiant l’art, la science, etc. tout en faisant référence à la culture partagée de ses contemporains. Il s’agit d’un livre assez difficile à résumer car il s’organise comme un recueil de nouvelles liées entre elles par la présence des trois personnages principaux qui s’échangent leurs textes en vue de fabriquer un livre : le récit-cadre sert de liaison aux contes successifs dont le livre est le recueil. Dans son livre, Grandville entraîne le lecteur dans « un autre monde », en particulier grâce à ses vignettes et images qui par leur précision contribuent à l’effet de réel des situations inimaginables qui sont dépeintes. Il parvient dans ce livre à mener aussi loin que possible les expériences de fantaisie graphique proposées depuis ses débuts de dessinateur, de caricaturiste et d’illustrateur.
Ce livre est aussi en réalité un livre sur le livre illustré, où l’auteur manifeste sa prérogative de dessinateur agissant en tant qu’auteur et prenant le dessus sur les autres acteurs du livre. En effet, avec Un autre monde, Grandville marque un tournant dans l’histoire de l’illustration puisque le livre est créé à partir des images et non du texte, contrairement aux ouvrages qu’il a faits précédemment où le texte et les images sont produits simultanément. L’hypothèse généralement retenue à propos d’un autre monde est celle de l’affirmation de la supériorité de l’image sur le texte, ce qui inverse la relation illustrative habituelle et remet en cause l’idée de l’alliance de la plume et du crayon. En effet, Grandville a réalisé les illustrations, en a quand même expliqué certaines dans des brouillons de texte aujourd’hui conservés au Musée lorrain (pour trois chapitres) puis Delord a constitué le récit à partir des images et de ces explications.
- Illustrations d'Un autre monde

Illustrations dUn autre monde
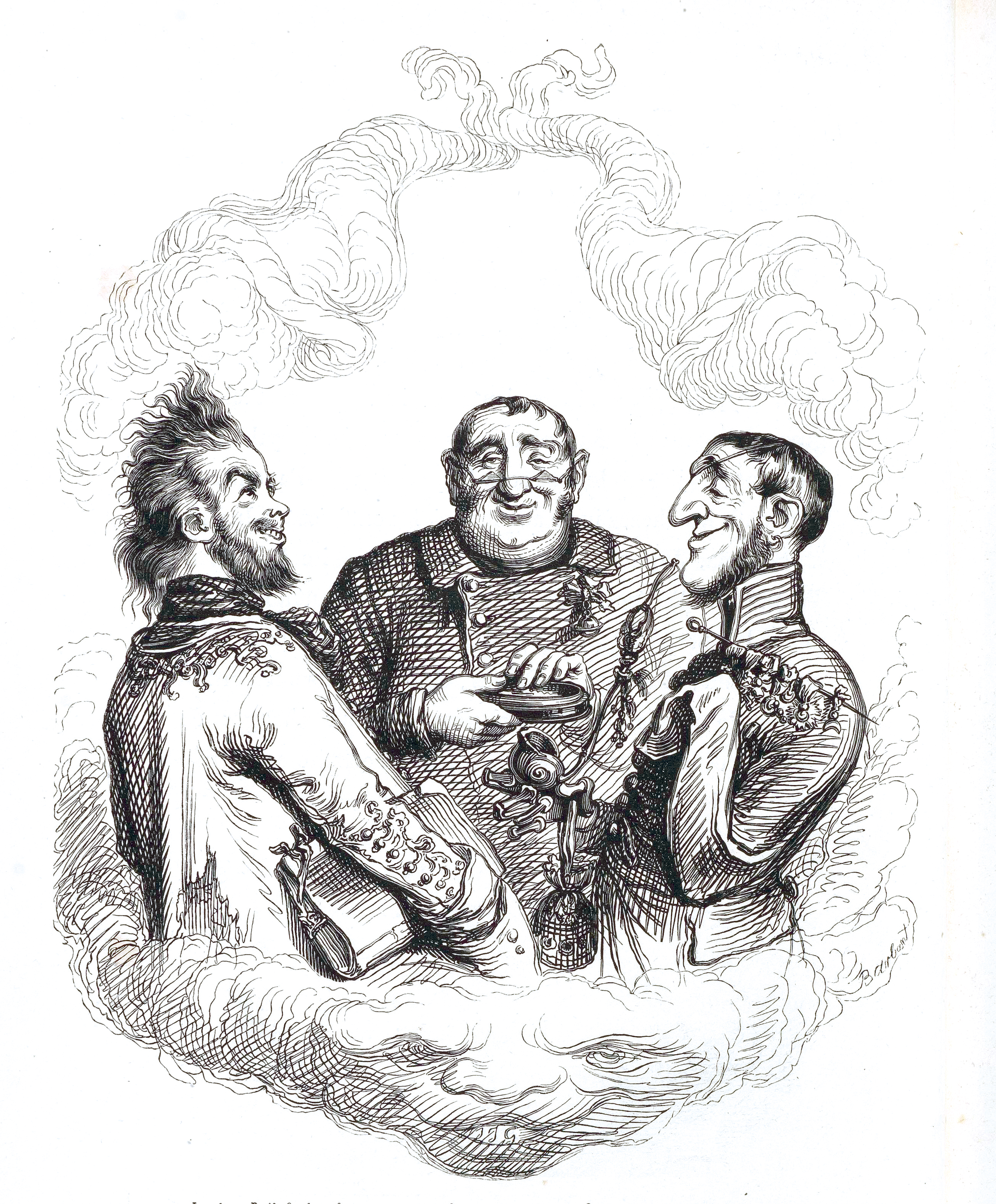
Chapitre « Apothéose du docteur Puff ».
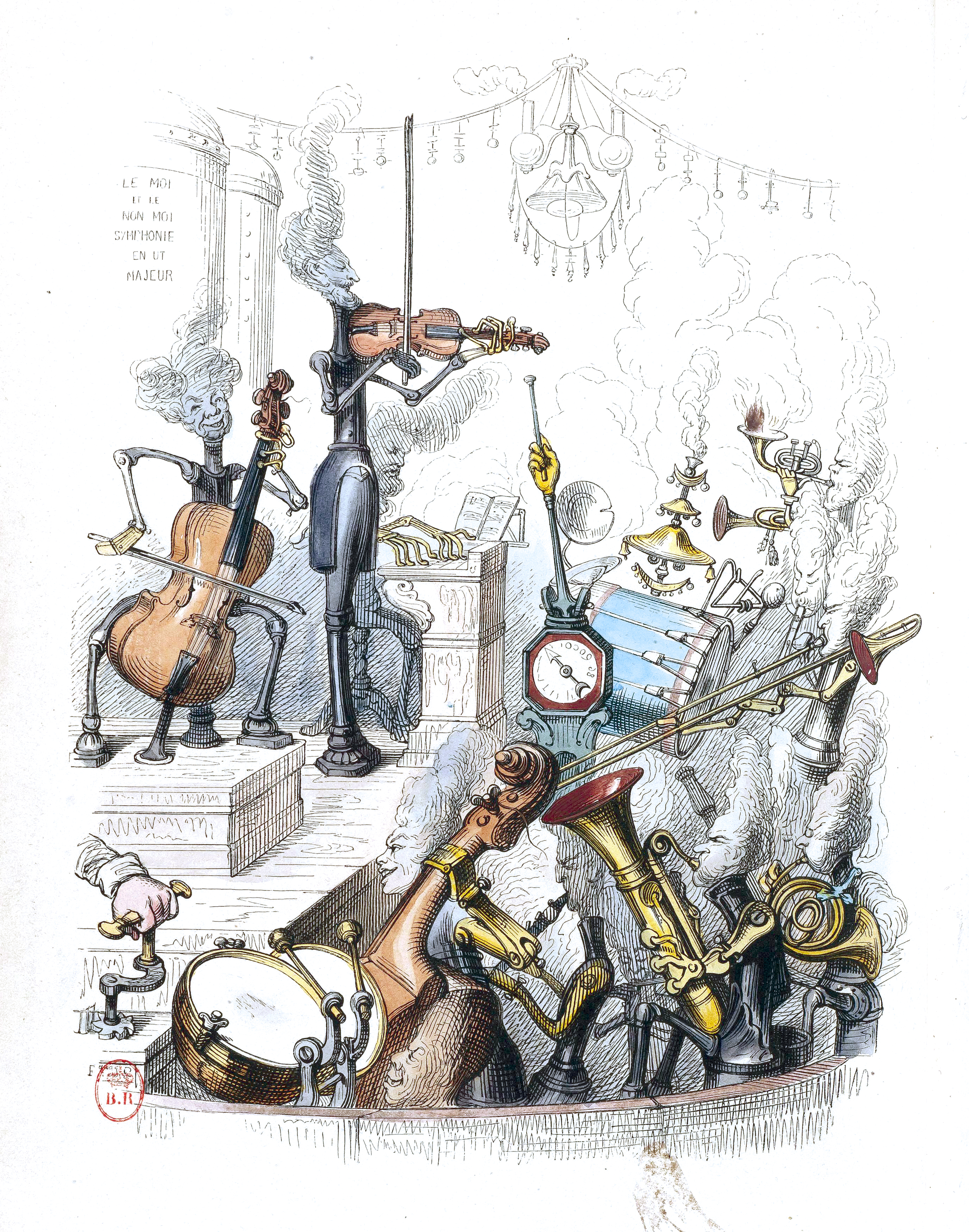
Concert à la vapeur.
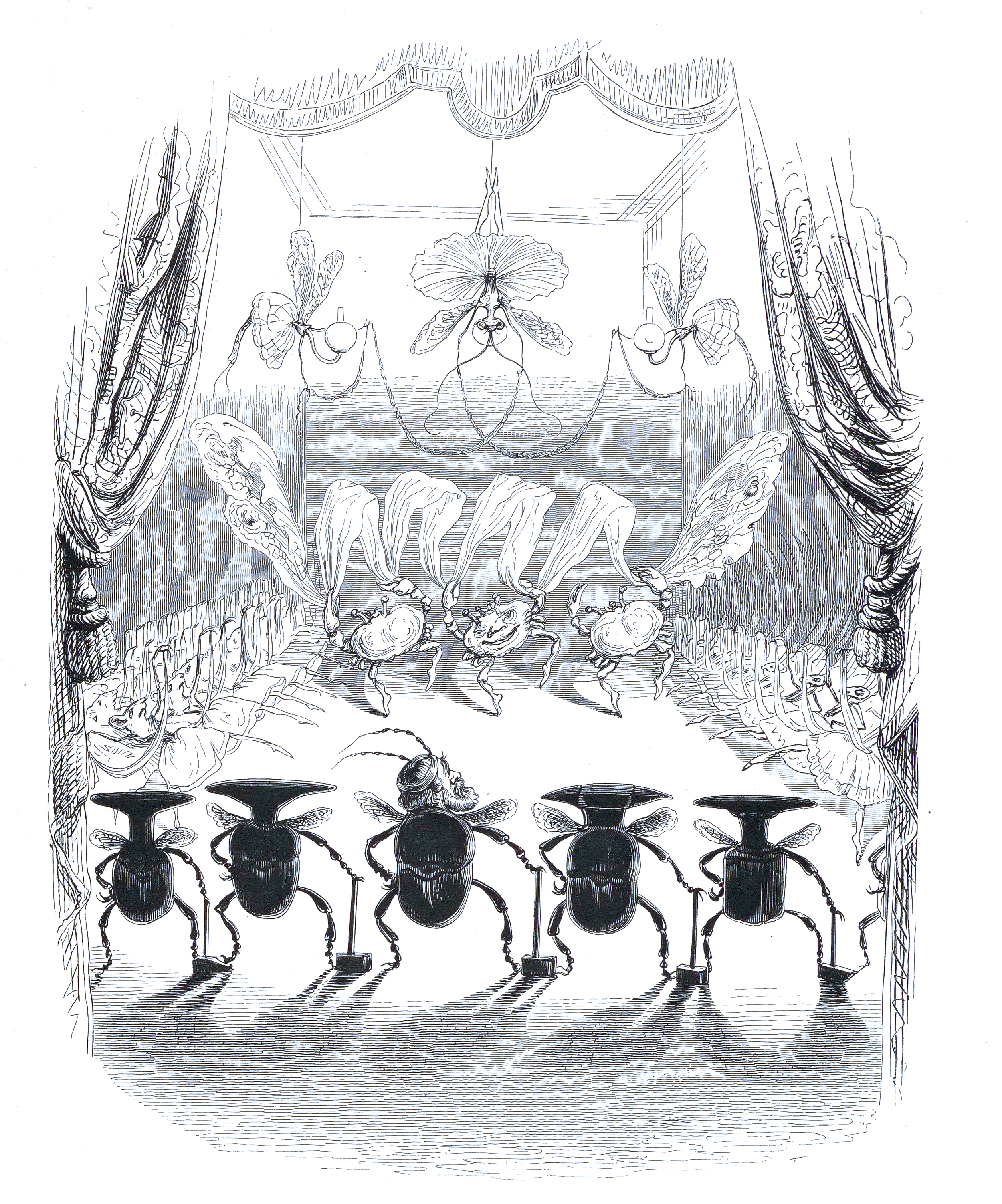
Pas de trois, chapitre « Le royaume des marionnettes ».
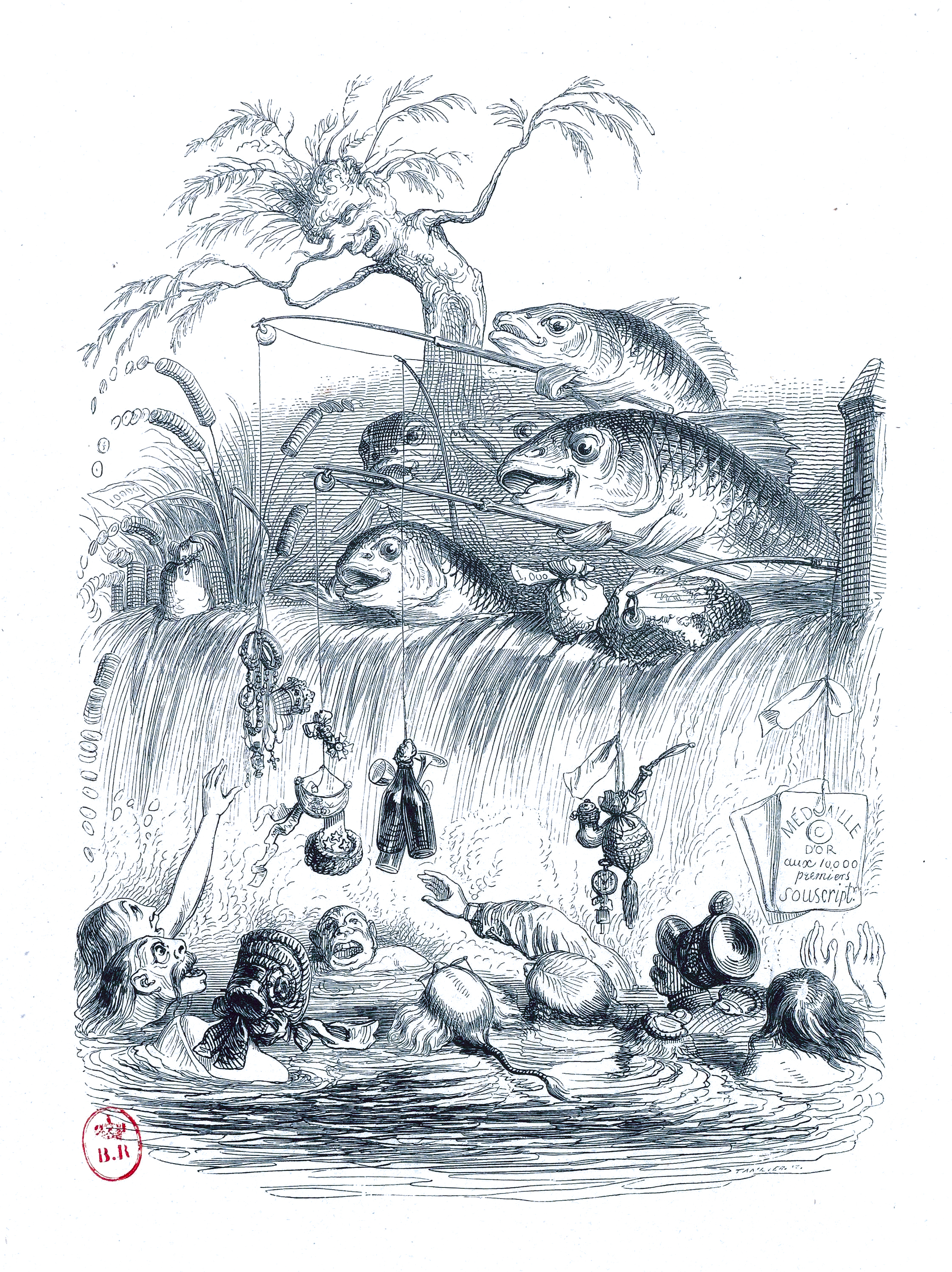
Les Poissons d'avril, chapitre « Un voyage d'avril ».
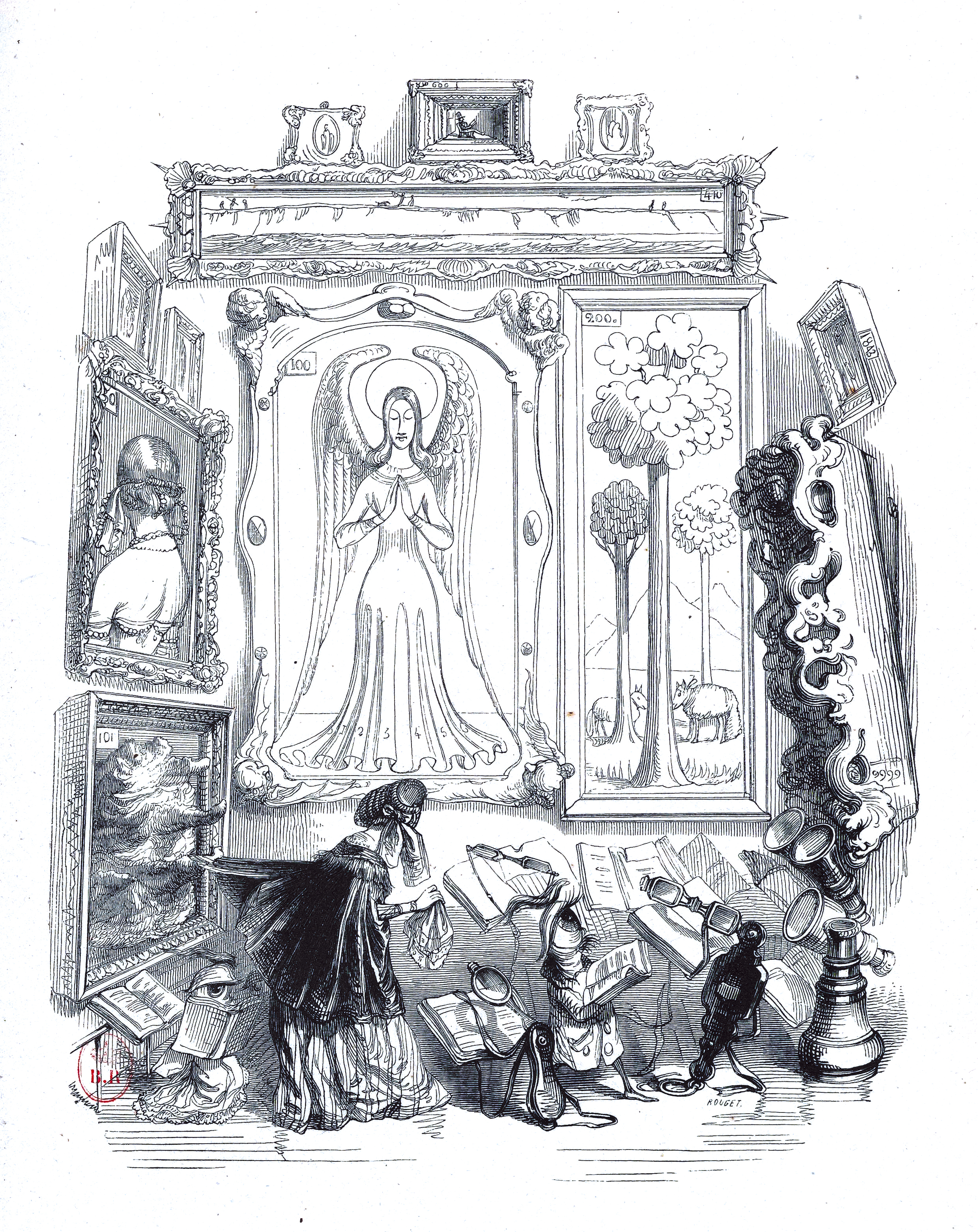
Le Louvre des marionnettes.
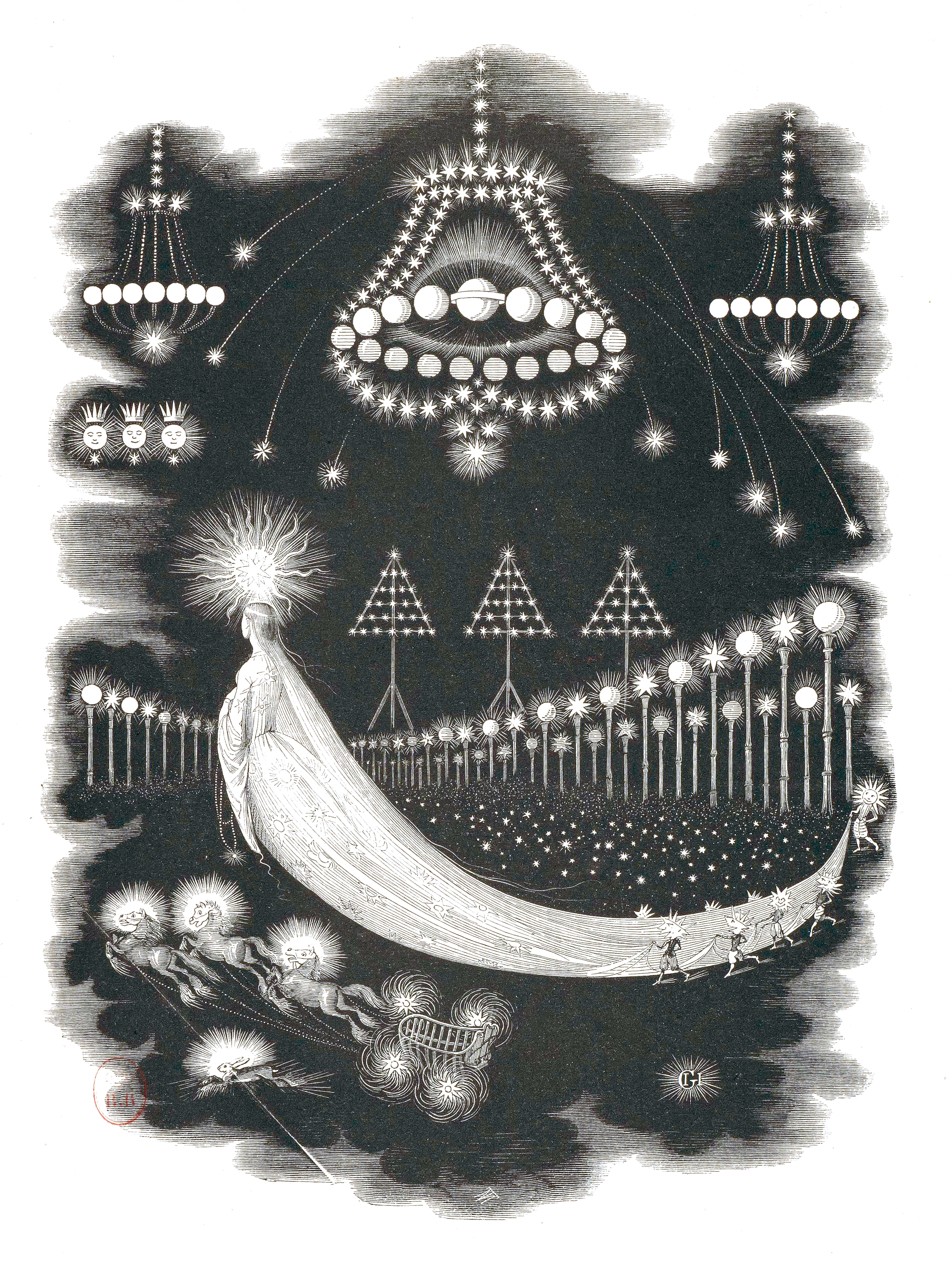
Pérégrinations d'une comète, chapitre « Une éclipse conjugale ».
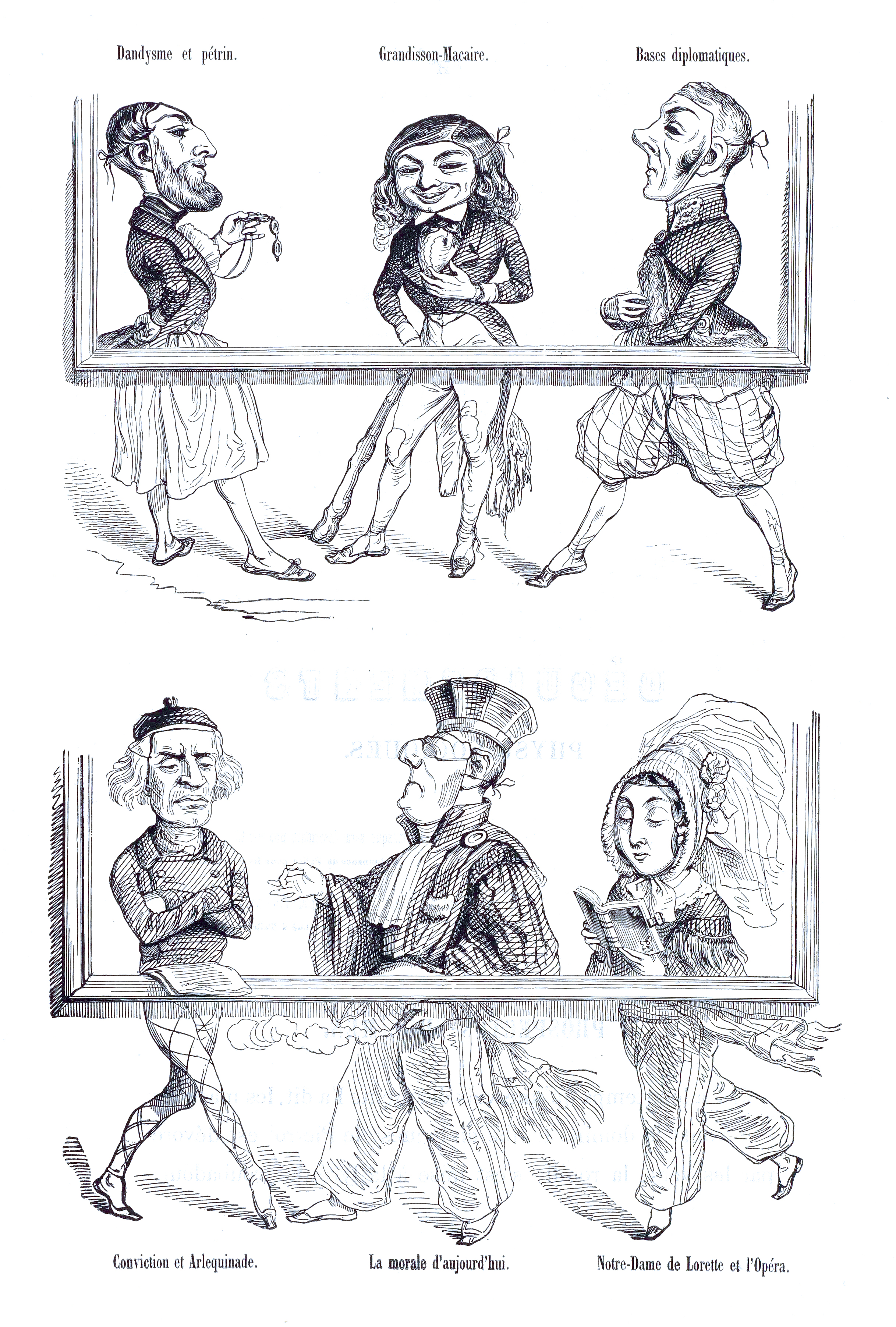
Déguisements physiologiques, chapitre « Caractères travestis et travestissements de caractère ».

#### Les Fleurs animées(1847)

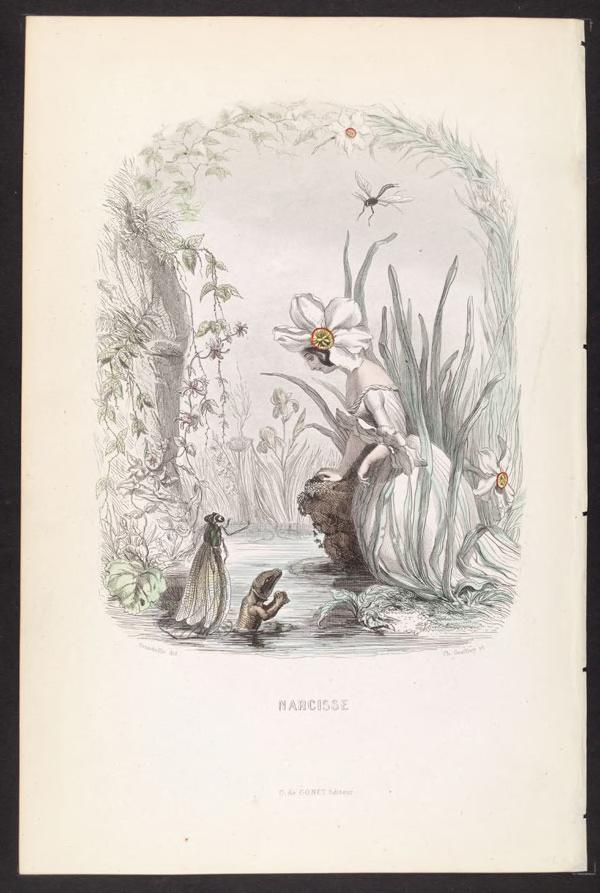
Illustration de la narcisse dans Les Fleurs animées. Grandville joue en représentant la fleur en Narcisse, héros des Métamorphoses d'Ovide.

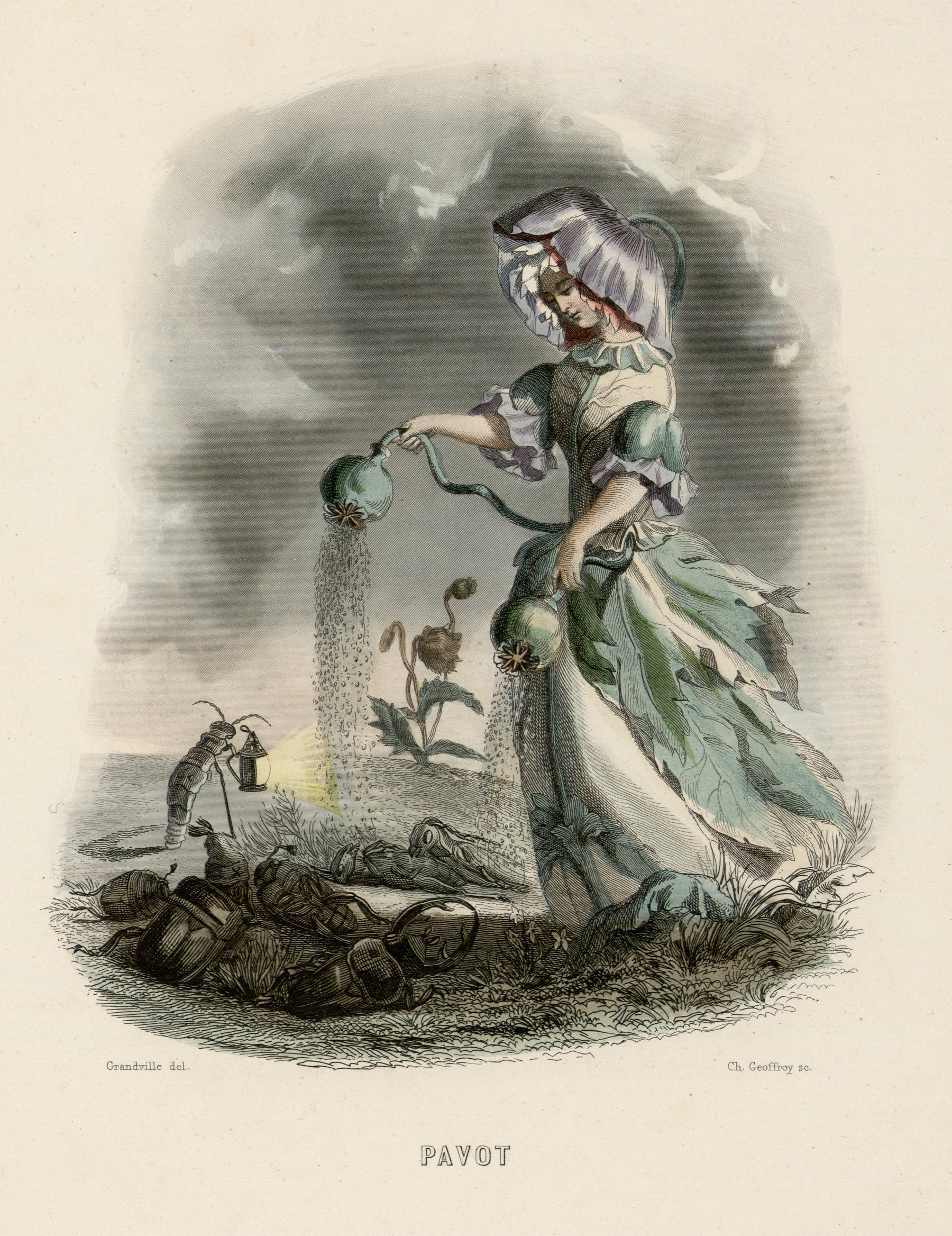
Personnification du pavot par Grandville (extrait de Les Fleurs animées, tome 1, 1847, Bibliothèque de Nancy).

Les Fleurs animées est un livre illustré par Grandville et dont les textes ont été écrits par Alphonse Karr, Taxile Delord et Foelix Comte. Publié en 1847, l'ouvrage comprend deux bois et cinquante gravures sur métal. Les textes sont de natures très diverses, allant d'un thème musical à des parodies de dialogues de Platon. Les illustrations reflètent bien le style et l'univers de Grandville, puisqu'il s'agit de fleurs anthropomorphisées et dessinées dans une petite scène. Nénuphar, Myrte, Laurier, Camélia, Rose, Trèfle, Aloès, Acacia Saule Pleureur, Aubépine, Lin, Fleur d'Oranger, Pavot, Perce-Neige, Primevère, Coquelicot, Lis, Pensée, Tabac, Narcisse, Violette, Chèvre-Feuille, Immortelle, Marguerite, Belle-de-Nuit, Œillet, Chardon, Eglantine, Capucine, Guimauve, etc., s'incarnent ainsi dans les illustrations de Grandville et composent les différentes protagonistes des Fleurs animées. Les caractéristiques et attributs de chacune des fleurs lui permettent ainsi de créer ses personnages.
Les illustrations de Grandville ont été gravées et colorées par Charles-Michel Geoffroy.

### Techniques de l'estampe: Grandville illustrateur, mais pas graveur
J.-J. Grandville est un illustrateur mais pas un graveur : bien qu'il soit exigeant quant au rendu final des estampes, il ne grave pas lui-même ses dessins. Il fournit des illustrations qui sont reportées sur des plaques de bois et gravées par plusieurs (de six à dix-huit) professionnels de la gravure.
Les illustrations relèvent d'une technique de gravure sur bois appelée « bois de bout » : c'est une technique caractéristique du début du XIXe siècle, utilisée notamment par les graveurs de l'artiste Gustave Doré.

Le « bois de fil » est la première technique de gravure sur bois développée vers 1400. Elle consiste à tailler des traits dans une planche, coupée dans le sens du fil du bois. C'est une technique d'impression en relief (la surface de la plaque est encrée et imprimée) qui permet d'imprimer la plaque un grand nombre de fois.

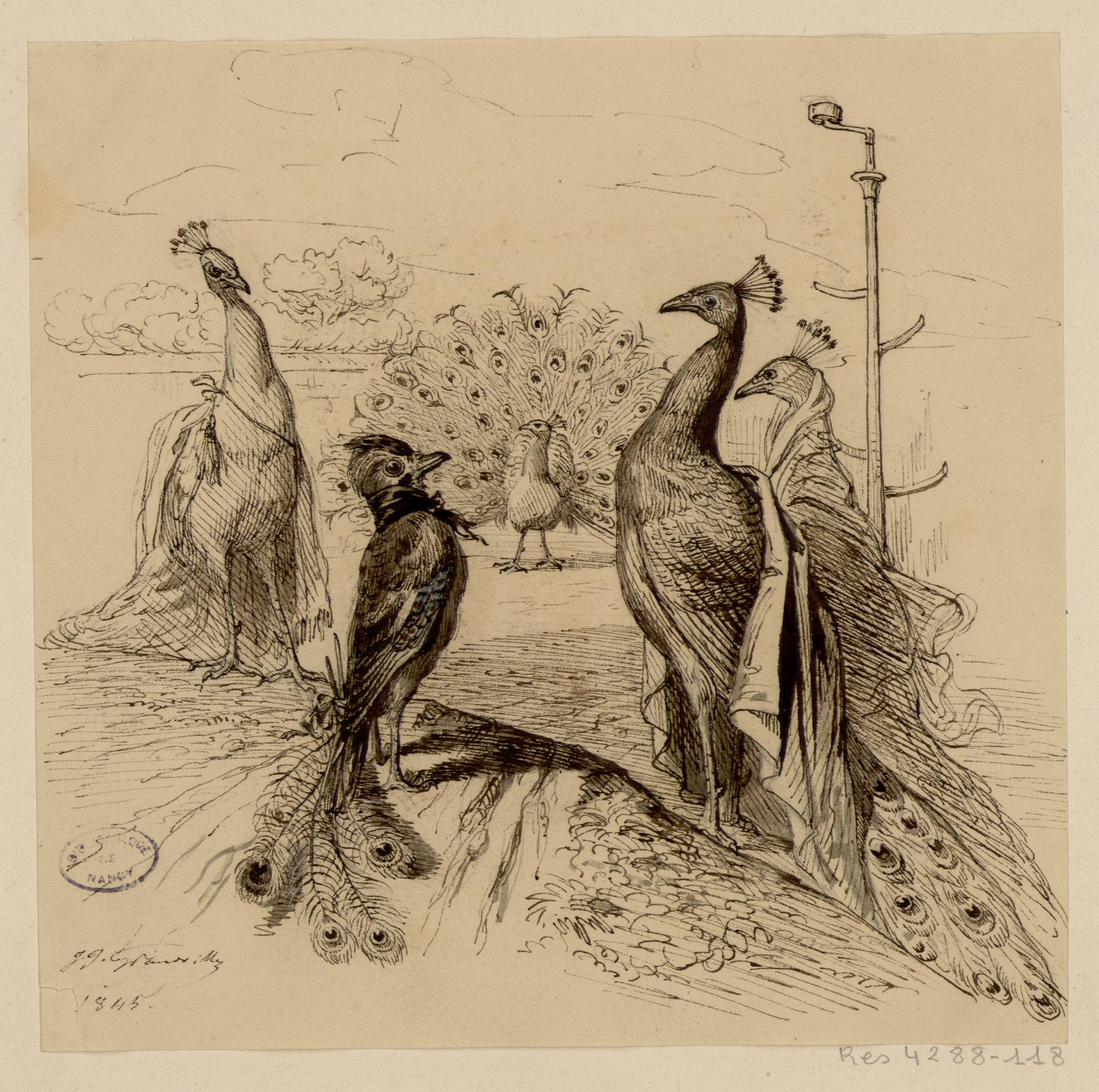
Illustration des Fables de La Fontaine : dessin de Grandville avant sa transposition en gravure.

À partir de la fin du XVIIIe siècle, le « bois de bout » est développé : il s'agit du même principe de gravure et d'impression, mais la plaque est différente. Plusieurs morceaux de bois sont associés pour créer une planche qui permet au graveur de creuser la planche perpendiculairement au fil du bois. Cette technique permet une plus grande précision et une plus grande minutie dans le motif, puisque le fil du bois ne contraint plus l'outil du graveur. Elle permet aussi, comme la gravure sur bois de fil, un très grand nombre d'impressions, d'où son utilisation courante pour l'illustration de livres.

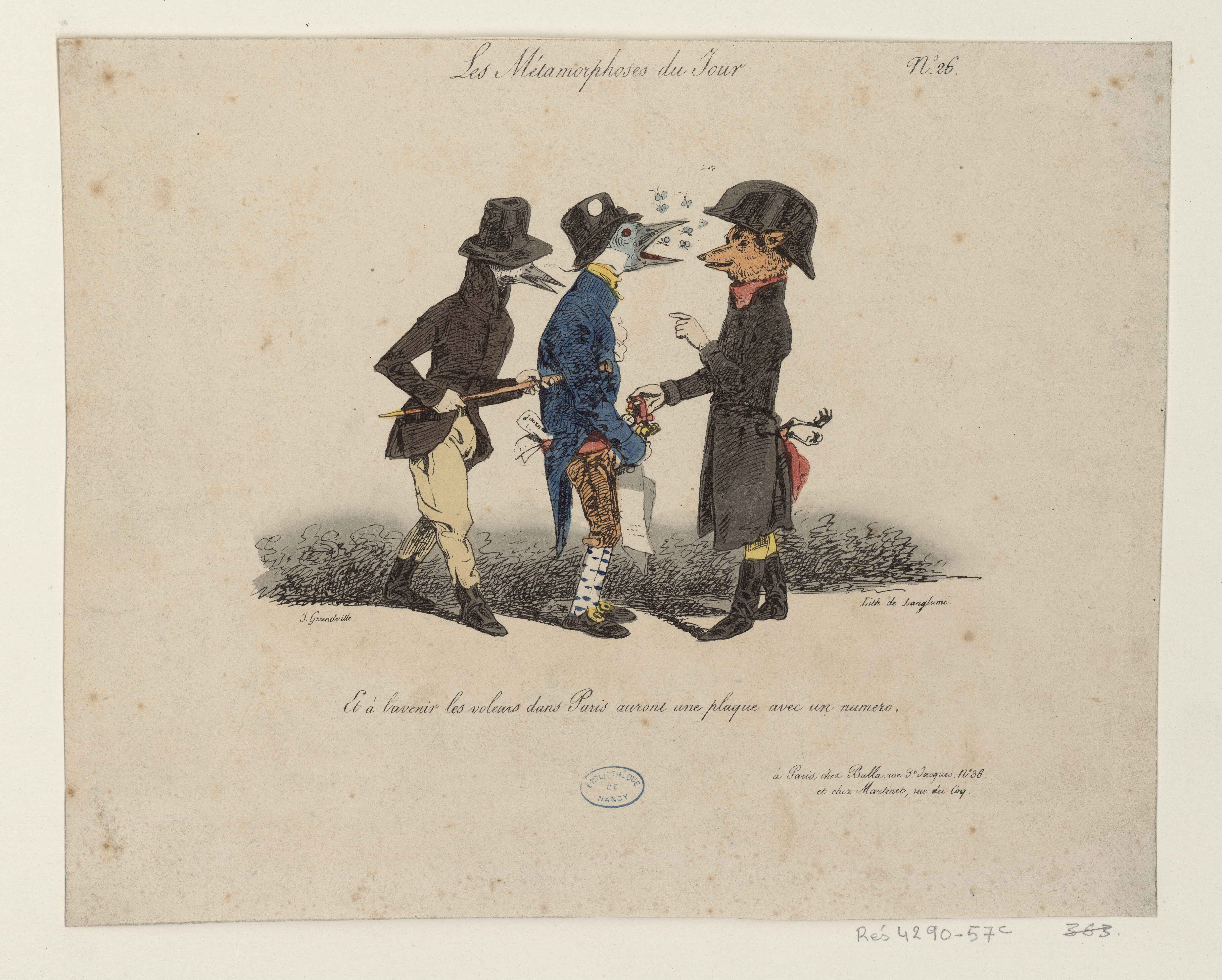
Caricature animalière : motif de Grandville, lithographie de Langlumé.

Grandville a bien créé occasionnellement des lithographies : il s'agit cependant d'une technique d'estampe mais pas d'une technique de gravure. La lithographie est une technique d'impression à plat, le motif est dessiné au crayon gras sur une plaque de pierre calcaire. Aucune taille n'est opérée dans la plaque. C'est une technique rapide qui ne nécessite pas de formation en gravure puisque le lithographe dessine directement sur la pierre, elle et donc prisée au XIXe siècle notamment dans les journaux, car elle permet de réagir instantanément à l'actualité et d'imprimer presque à l'infini un motif.

### Style et influences

#### Un style singulier

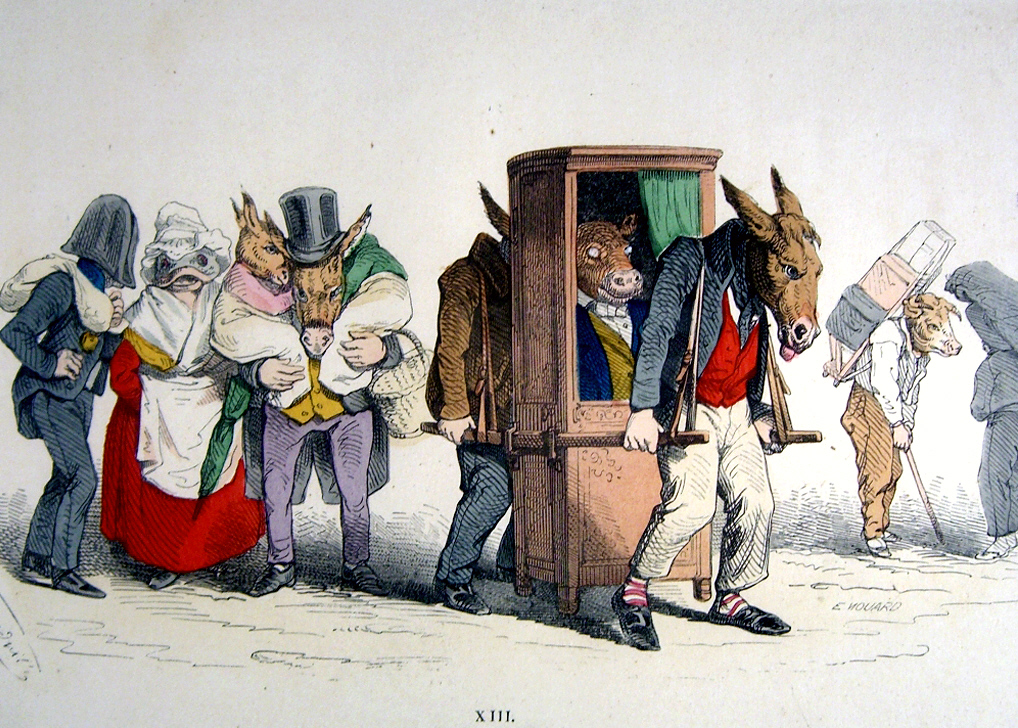
Un univers zoomorphe.

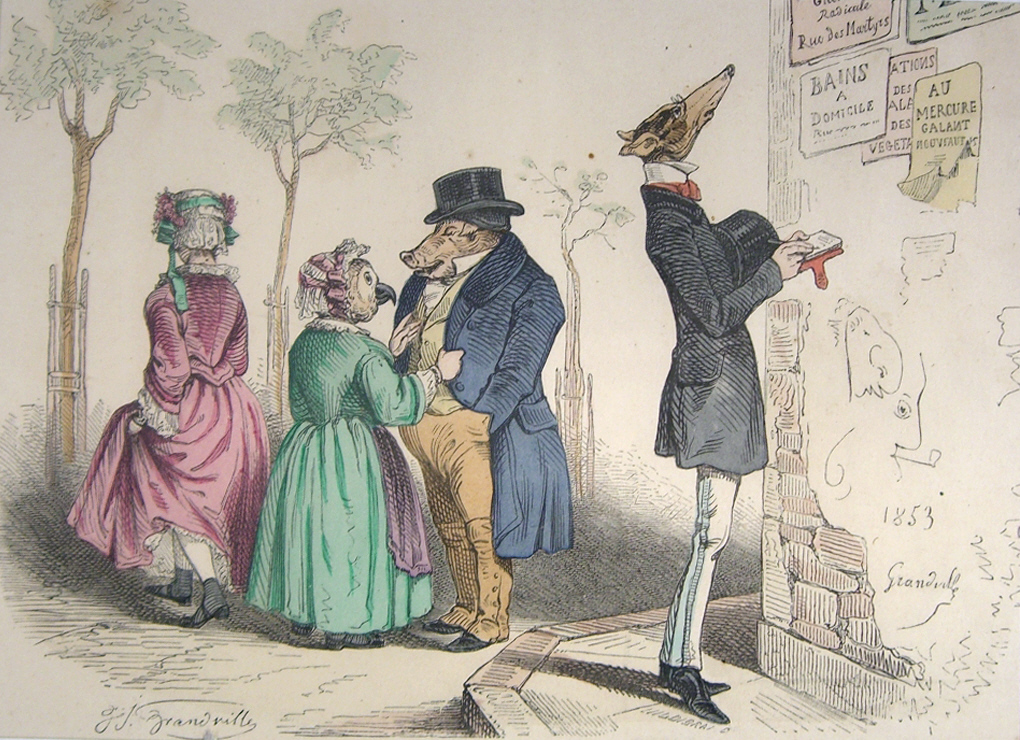
Les animaux de Grandville.

Son œuvre s'apparente à un monde étrange que Baudelaire compare par la suite à « un appartement où le désordre serait systématiquement organisé ». Ses dessins fantastiques et zoomorphes (métamorphoses d’êtres humains, d’animaux et de plantes) dans Un autre monde lui valurent d’être revendiqué par les surréalistes.
Les dessins de Grandville présentent habituellement une analyse des personnages pleine d’inventivité et de merveilleux. Cependant, il faut insister sur la difficulté de lecture et d’interprétation de ses caricatures intrinsèquement liées au contexte historique et politique du temps, à une actualité désormais hermétique pour le profane. Cette perte relative du sens n’ôte rien à la qualité artistique des dessins.
L’une des obsessions de Grandville dans l’approche de ses œuvres est de vouloir absolument transcrire sa pensée par le trait du crayon plus que par la plume et le verbe. Il invente tout un ensemble de procédés « pour donner parole aux images, afin qu’elles manifestent l’idée, affichent l’opinion et agissent immédiatement sur le lecteur ». La monarchie de Juillet lui fournira amplement l’occasion d’exprimer ses idées républicaines et anticléricales. Les thèmes du budget, des violences du pouvoir, du ridicule et des abus des puissants sont autant de sources d’inspiration pour Grandville qui ne néglige pas l’observation quotidienne de ses contemporains plus proches, croquant les types du bourgeois, de la coquette, du notaire, etc.

#### Influences et inspiration

##### Une œuvre inspirée par son temps
Le travail de Grandville est très inspiré de son époque. Il tire une partie de son inspiration des innovations techniques et industrielles du début du XIXe siècle, ou de travaux scientifiques sur la physiognomonie par exemple.
Mais son œuvre doit surtout beaucoup aux genres mineurs et à la culture populaire de son temps.
Grandville est très influencé par la publicité, en plein essor au début du XIXe siècle, et reprend dans ses illustrations les procédés du collage ou encore l’usage de typographies expressives, qu’il trouve dans les annonces, prospectus et affiches qui abondent dans l’espace urbain.
Il s’intéresse également  de près à « la fantasmagorie, les théâtres d’ombres, la lanterne magique et les jeux d’optique. » 
On trouve aussi dans certaines de ses œuvres des points communs avec le théâtre et ses genres mineurs et populaires, comme les fééries, un genre dramatique qui accorde beaucoup de place à la magie et au surnaturel.

##### Références artistiques

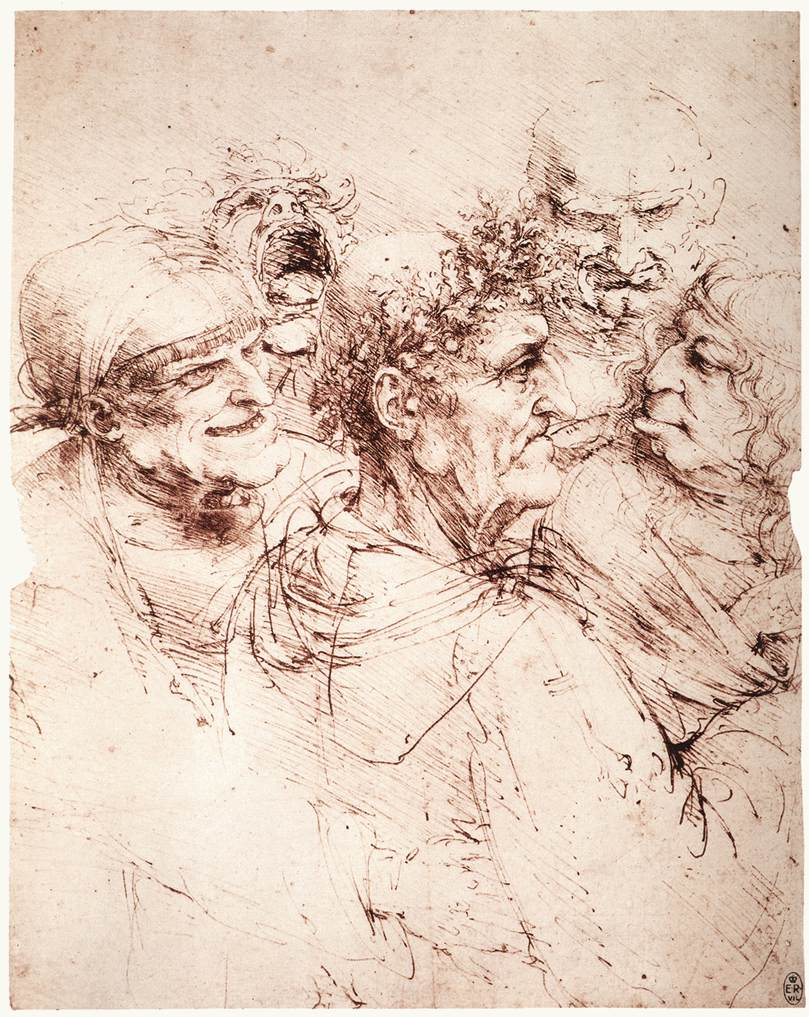
Léonard de Vinci, Étude pour cinq têtes grotesques, vers 1494.

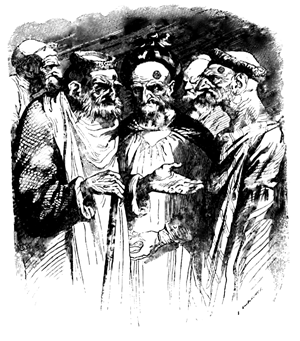
Grandville, Struldbruggs, Le Voyage de Gulliver, 1838.

### Sélection d’œuvres

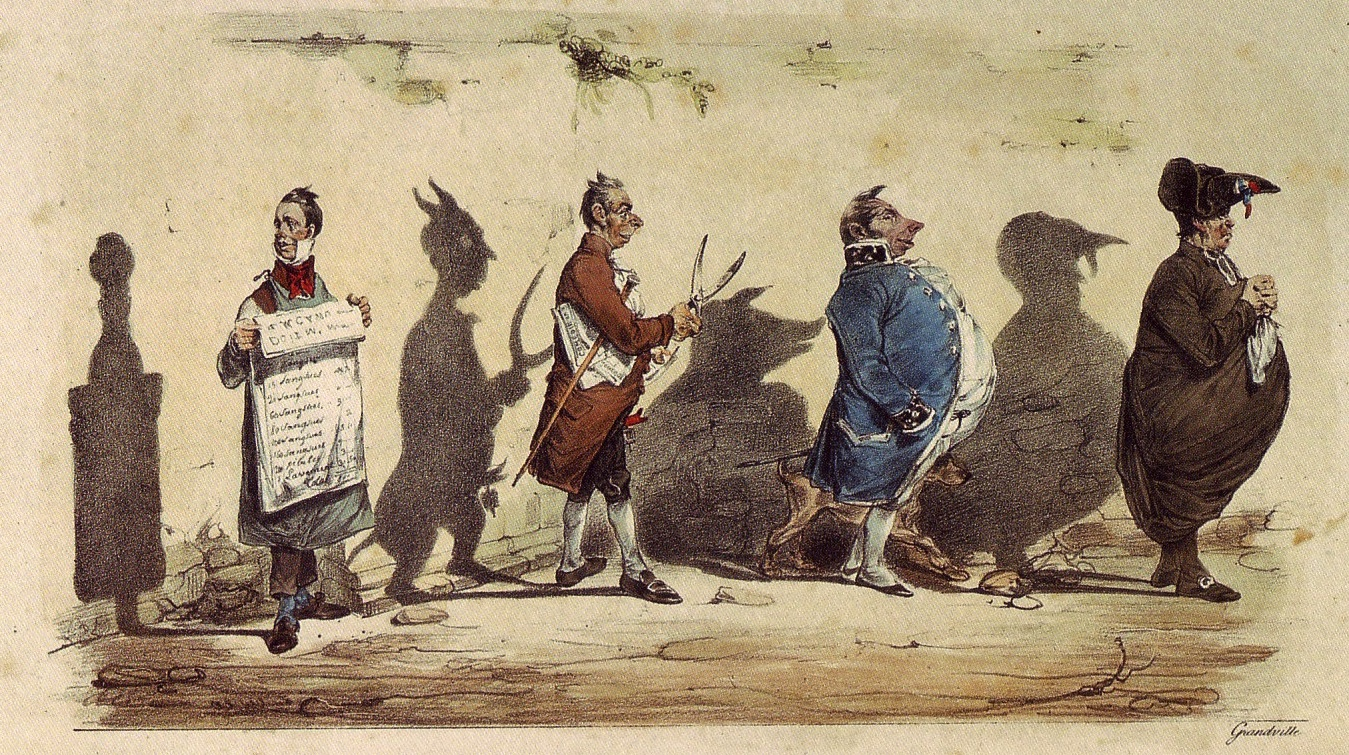
Illustration pour le journal La Caricature, 1830